# Born This Way
A Born This Way Lady Gaga amerikai énekesnő második stúdióalbuma, amely 2011. május 23-án jelent meg az Interscope Records gondozásában. Az album producerei többek között Lady Gaga, Fernando Garibay, RedOne, Jeppe Laursen és DJ White Shadow voltak. Emellett olyan előadókkal dolgozott együtt, mint az E Street Band szaxofonosa, Clarence Clemons és a Queen gitárosa, Brian May.
Zeneileg nagyban merít az 1980-as és 1990-es évek popzenéjéből, ugyanakkor egyéb zenei stílusokat is inkorporált, úgy mint a heavy metal, az opera, a techno, a diszkó és a house. Az albumon többek között olyan jelenkori társadalmi témák kerülnek terítékre, mint a szabadság, öntudatosság, szexualitás, feminizmus vagy a vallás. Annak ellenére, hogy a vallási és konzervatív csoportok véleménye megoszlik, az albumot a zenekritikusok pozitívan fogadták, akik dicsérték a változatos zenei stílusokat és Gaga énektudását; mások úgy érezték, hogy Gaga túl keményen próbál mindenkinek tetszeni az album bátorító üzenete révén. Számos zenei kiadvány szerepeltette az albumot az év legjobbjai közt. A Born This Way három Grammy-jelölést érdemelt ki, köztük Gaga zsinórban harmadjára szerepelt Az év albuma jelöltjei közt. 2020-ban a Rolling Stone magazin beválasztotta Minden idők 500 legjobb albuma közé a 484. helyen.
A Born This Way világszerte minden nagyobb zenei listán az első öt helyen debütált, köztük az amerikai Billboard 200-on is, ahol első helyezett lett. Az Egyesült Államokban a lemez az első héten több mint egymillió példányban kelt el, ami az elmúlt öt év legnagyobb első heti eladását jelentette. Egy különleges akció keretein belül csak az Amazonon 440 000 példányt értékesítettek. Az album négy kislemeze – Born This Way, Judas, The Edge of Glory és You and I – bekerült az amerikai Billboard Hot 100 Top 10-es mezőnyébe. A címadó Born This Way a lista történetének 1000. első helyezett dala, emellett megjelenése idején az iTunes történetének leggyorsabban fogyó kislemeze lett. Promóciós formában megjelent még a Hair című dal, ami több mint tizenhat ország slágerlistájára került fel, köztük az Egyesült Államokban is, ahol a tizenkettedik helyig jutott. Az album ötödik kislemeze, a Marry The Night bekerült a Top 30-ba az Egyesült Államokban. Miután elterjedt a TikTok videómegosztó alkalmazáson, a Bloody Mary az album hatodik kislemeze lett, tizenegy évvel a megjelenése után.
A Born This Way népszerűsítése már jóval annak megjelenése előtt kezdetét vette a Yoü and I című dal több 2010-es rendezvényen és az énekesnő The Monster Ball nevű világ körüli turnéján való előadásával. 2011-ben Lady Gaga számos tévéműsorban lépett fel egy-egy számmal, úgy mint a Grammy-díjátadó, a The Ellen DeGeneres Show, a Saturday Night Live, az American Idol és több európai tévéműsor, illetve több hosszabb koncertet is adott további műsorok keretében. 2012-ben útjának indította a Born This Way Ball (2012–2013) elnevezésű világ körüli turnéját. 2011 novemberében kiadta a Born This Way: The Collection című válogatásalbumát, melyen a Born This Way mellett annak remixalbuma, a Born This Way: The Remix is helyet kapott. 2021. június 25-én Gaga megjelentette a Born This Way The Tenth Anniversary című különleges kiadást az album tizedik évfordulója alkalmából, melyen hat feldolgozás szerepel az LMBT közösség művészeinek előadásában.
Az International Federation of the Phonographic Industry (IFPI) nemzetközi szervezet adatai szerint a Born This Way a 2011-es év harmadik legkelendőbb albuma volt világszerte. 2021-ig bezárólag a Born This Way 5,8 milliárd globális streammel rendelkezik, 5,2 millió fizikai példányban kelt el, dalait pedig mintegy 31 millióan töltötték le.

## Előkészületek és felvételek
2010 márciusában a brit MTV arról számolt be, hogy Lady Gaga elkezdett dolgozni új albumán, melynek dalait a The Monster Ball turnéjával a világot járva írja. Az énekesnő ekkor azt mondta, „a velejét már meg is írta”. Producertársa, RedOne Gaga „szabadságalbumának” nevezte, míg menedzsere, Troy Carter úgy érezte, hogy a Born This Way megjelenése után a közvélemény meg fog változni az énekesnőről. Három hónappal később az énekesnő már arról számolt be a Rolling Stone magazinnak adott interjúban, hogy albuma elkészült. „Olyan gyorsan jött. Hónapokig dolgoztam rajta, és most már erősen érzem, hogy készen van. Néhány előadónak ez évekbe telne. Nekem nem. Én minden nap írok dalokat.” – mondta. Egy másik interjúban az albumot „generációja himnuszának” nyilvánította, és hozzátette, hogy „a legjobb dalok vannak rajta, amiket valaha írtam. Már megírtam az első kislemezt az új albumhoz, és ígérem nektek, hogy ez az album karrierem csúcspontja.
Az énekesnő Gagavision című internetes videósorozatának 43. részében így beszélt az album létrejöttének folyamatáról: „…hogy egészen őszinte legyek, a kreatív folyamat az album összes dala esetében körülbelül tizenöt percig tartott. Ez általában tizenöt percnyi kiokádása a kreatív ötleteimnek a dallamok mintájára, vagy éppen a hangszalagjaim fejlesztése, illetve dallamokkal és valamiféle témával, dalszövegötlettel való előrukkolás. Ezután napokat, heteket, hónapokat, éveket töltök az egész tökélyre hangolásával. De a fő gondolat az, hogy meg kell becsülnöd, amit kiokádtál.” Előző albumától, a The Fame Monstertől eltérően Gaga a Born This Way-re nem akart egy számot sem, amiben egy másik előadóval együtt énekel. „Meg akarok állni a saját két lábamon. Már együtt dolgoztam a kedvenc női előadómmal az iparban” – mondta, utalva a Beyoncéval való munkájára a Telephone című számban.
A turnébuszban való munka mellett számos különböző stúdióban dolgoztak az albumon, úgy mint a londoni Abbey Road Studios, a Sydney-ben található Studios 301, a melbourne-i Sing Sing Studios, a párizsi Gang Studios, az oslói  Livingroom Studios, az omahai Warehouse Productions Studio, a Las Vegas-i  Studio at the Palms, a milánói Officine Meccaniche, a Miami Beach-i Miami Beach Recording Studio vagy a New York-i Germano Studios. A Queen együttes gitárosa, Brian May és az E Street Band egykori szaxofonistája, Clarence Clemons is közreműködött Gagával az albumon.

## Dalszerzés és kompozíció

### Inspirációk és témák
Zenei összetételét tekintve a Born This Way merőben eltér Gaga korábbi kiadványaitól. Az album szélesebb körben mozog, és olyan zenei műfajok között váltogat, mint az opera, a heavy metal, a rock and roll, az Europop, az elektro-indusztriális, a diszkó és a house, valamint ezeken kívül a hangszerelés és a zenei stílusok szélesebb választéka között válogat. Például a Born This Way végén egy orgona hallható, a Bloody Mary egyik legfőbb karaktere a gregorián énekek ihlette férfi énekkar, az Americanóban gitárok és hegedűk, a Bad Kids-ben pedig elektromos gitárok csendülnek fel. A Hair és a The Edge of Glory dalok kitűnnek az album többi dalai közül Clarence Clemons, az E Street Band egykori tagjának szaxofonjátéka miatt. Több interjúban is elárulta Gaga, hogy albumát leginkább Madonna, Whitney Houston és Bruce Springsteen inspirálta, illetve olyan más előadók vagy együttesek, mint Prince, az Iron Maiden, a Kiss, a Queen, a TLC, Pat Benatar és az En Vogue.
Lady Gaga a Google-nek adott interjú során egy „avantgárd technorock” albumként jellemezte a Born This Way-t. Az album főként mérsékelt tempójú dance dalokat tartalmaz, melyeket a kritika általában úgy jellemzett, mint „himnusszerű dallamok átütő dance alapokkal.” A Born This Way megjelenését megelőző hónapokban Gaga úgy jellemezte új zenéjét, mint „egy parókánál vagy rúzsnál vagy egy rohadt húsruhánál sokkal mélyebb dolog.” Ennek hallatán Akon megjegyezte, hogy Gaga „új szintre” emeli a zenét. Az album a kereszténység több vallási alakjára is utalást tesz, úgymint Iskarióti Júdás, Mária Magdolna és Názáreti Jézus. Az album több dala utal a szexualitásra és a feminizmusra. Ezeken kívül az album olyan témákkal foglalkozik, mint az individualizmus, az egyenlőség és a szabadság. Az 53. Grammy-díjátadón, amikor átvette A legjobb popalbumnak járó díjat a The Fame Monster (2009) című lemezéért, Gaga köszönetet mondott Houstonnak: „Meg akartam köszönni Whitney-nek, mert amikor megírtam a Born This Way-t, azt képzeltem, hogy ő énekli, mert nem voltam elég biztos magamban ahhoz, hogy elképzeljem, hogy szupersztár vagyok. Szóval Whitney, azt képzeltem, hogy te énekled a Born This Way-t, amikor írtam. Köszönöm.”

### Zene és dalszöveg
Az album nyitódala a Marry The Night, ami New York iránti szeretetéből íródott. A dance-pop dalban Gaga arról énekel, ahogy jól érzi magát New Yorkban a barátaival, illetve elhatározásáról, miszerint nem a pénz, a csillogás, és a bulizás miatt akar a popiparban lenni, hanem hogy igazi előadó legyen. „Arról szól, hogy visszatérek New Yorkba. Azt írtam meg benne, mekkora bátorságot követelt meg tőlem, hogy azt mondjam: »Utálom Hollywoodot, én csak Brooklynban akarok élni és zenét csinálni«” – mondta. A dalban templomi harangok csendülnek fel, stílusában pedig diszkó, techno, funk és Hi-NRG elemeket tartalmaz. A dal hangzását az 1980-as évek pop- és glam metal-előadóihoz hasonlították, köztük Bon Jovi, Pat Benatar és Bonnie Tyler. A következő dal a Born This Way, ami arról szól, hogy mindenki egyenlő függetlenül a bőrszínétől, szexualitásától vagy hitvallásától, és hogy minden ember beteljesítheti álmát. Az Eurodisco ütemekkel rendelkező felvételt Madonna 1989-es Express Yourself című dalához hasonlították legtöbben. Gaga a Billboard magazinnak így beszélt a számról: „A Born This Way egy fényesen ragyogó szám az album többi számához képest, amelyek egyre sötétebb tónusúak. Hogy tréfásan fejezzem ki magam, a Born This Way a marihuánája az album heroinjainak, az alapvető, erős mámorítószere az albumnak.” A harmadik dal az opera elemekkel rendelkező Government Hooker, melyben olyan egyéb műfajok érzékelhetők, mint a techno, a trance, az indusztriális zene és a posztdiszkó. A dalszerzésnél Marilyn Monroe jelentette az egyik fő inspirációt Gagának, és arról szól, hogyan használ ki embereket a kormány, akik bármit megtesznek, amíg „testüket adják és pénzelve vannak.” A dalt összehasonlították a német Kraftwerk elektronikus zenekar munkásságával.
Az album negyedik dala a Judas, melyben Gaga a bibliai Iskarióti Júdásra tesz utalást. Arról szól, hogy „meg kell vizsgálnod, mi az, ami kísért téged, és meg kell bocsátanod önmagadnak, hogy tovább tudj lépni.” Stílusában egy dance-pop és house felvétel techno, indusztriális és diszkó elemekkel, valamint egy 80-as évekre emlékeztető pop refrénnel. A dal egyes részeiben Gaga karibi Patois-akcentussal énekel.

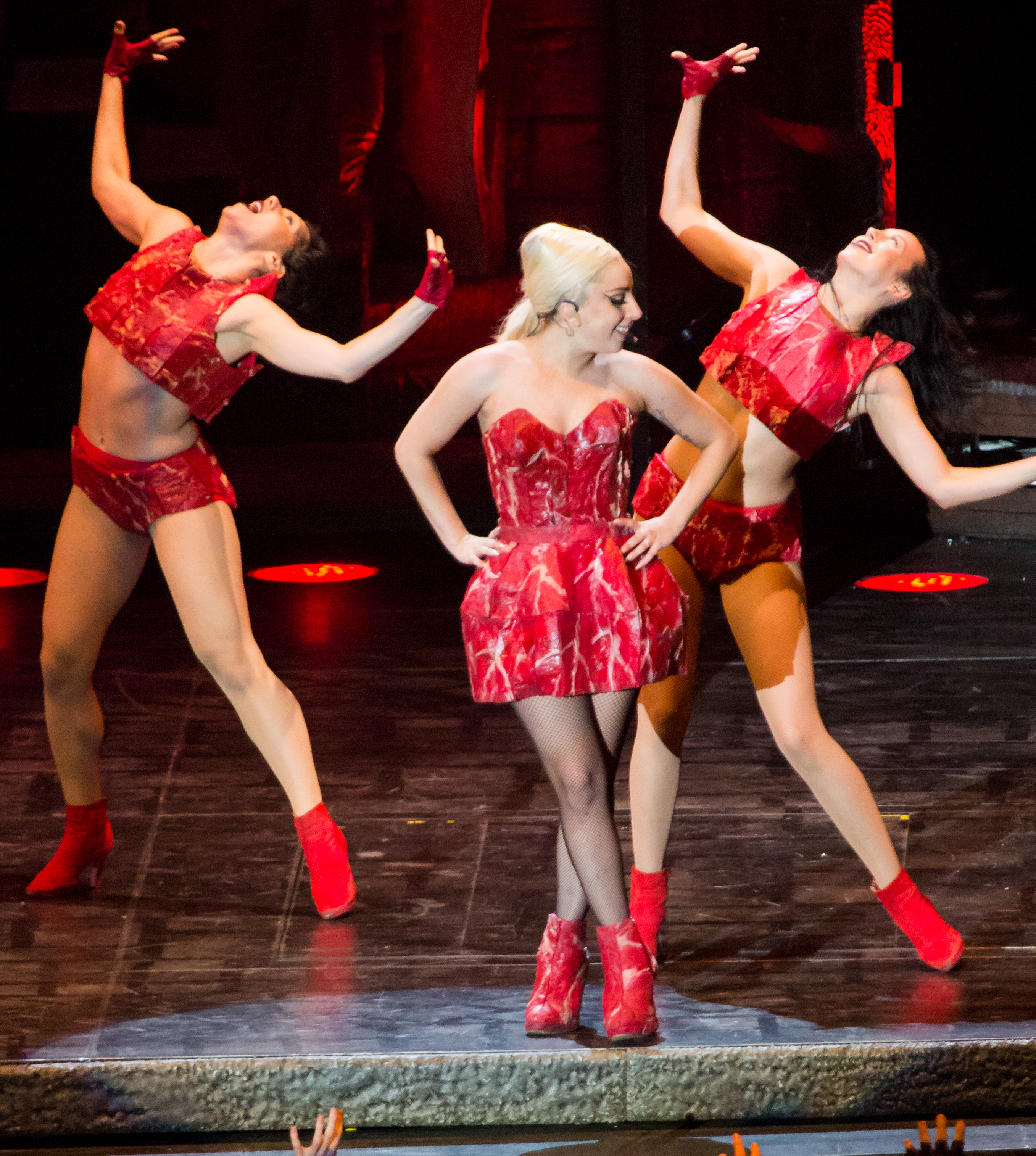
Gaga az Americano előadása közben Born This Way Ball turnéján. A dalt az amerikai bevándorlási törvényre reagálva írta meg

Az ötödik dal, az angol és spanyol dalszövegekkel rendelkező Americano, egy mariachi dal techno, house és diszkó hatással. Gaga arról énekel, mit jelent számára az amerikai álom, és a bevándorlási törvényre reagálva írta meg. Megénekli aggodalmát, hogy míg „Amerika egykor a szabadság földje volt, most mindenkinek azt mondjuk, hogy húzzanak a francba.” A kritikusok a vaudeville színpadi műfaj elemeit fedezték fel benne és Judy Garland munkásságához hasonlították. Gaga elmondása szerint a francia sanzonénekesnő, Édith Piaf hatása érződik benne. Az album hatodik dala, a Hair, melyben arról énekel, hogy gyerekkorában szülei mennyire nehezen fogadták el öltözködési stílusát és frizuráit, és hajáról, mint legfőbb identitáshordozójáról ad számot. Clerence Clemons, aki a dalban szaxofonon játszik, egy, a felnőtté válásról szóló történetként jellemezte a számot. A dal dance-pop hangzással rendelkezik, habár olyan előadók és együttesek hatottak rá, mint Bruce Springsteen, az Iron Maiden vagy a Kiss. Több kiadvány is megjegyezte, hogy a Hair diszkó és Europop elemeket is tartalmaz. A következő Scheiße című dal német szövegeket tartalmaz és a feminizmus üzenetét hordozza magában. „Elmentem egy mocskos buliba Berlinben, és másnap megírtam a Sheiße-t. Arról szól, hogy rossz akarsz lenni engedély nélkül.” – árulta el az énekesnő a dalról, ami erős Eurodisco hatással bír szintetizátorokkal és techno ütemekkel. Hangzásvilága által Madonnához és Miss Kittinhez hasonlították. A Sheiße után a Bloody Mary következik, ami egy relatíve lassabb tempójú felvétel számos vallási utalással és trance stílusú dallammal. Sorai Mária Magdolna szemszögéből íródtak. „Úgy gondolom, Mária Magdolna egyszerre volt tökéletesen isteni és tökéletesen emberi is egyben. Erősnek kell lennie, amikor Jézus, beteljesítve a próféciát, meghal az emberiség bűneiért, de emberinek mutatkozik, amikor nyugtalanítja, hogy el kell őt engednie. Szupersztárnak kellett lennie, de egész biztosan volt, amikor sírnia kellett.” A Bad Kids az 1980-as évek szintipop hatását kelti elektromos gitárokkal. Diszkó beütése által Donna Summer zenéjére emlékeztet, dalszerzésében pedig a heavy metal jegyeit mutatja.  A dalt a rajongóktól hallott valós történetek inspirálták, és az énekesnő vallomása arról, hogy ő is közéjük tartozik.
A Highway Unicorn (Road to Love) a Born This Way tizedik dala. Egy dance-pop dal, melyre erősen hatott Bruce Springsteen munkássága. A háttérben dobok és szintetizátorok dominálnak. Gaga elmondása szerint a dal saját magáról szól: „Ahogy lefelé száguldok az úton, miközben nincs velem semmi, csak egy álom.” A tizenegyedik, Heavy Metal Lover egy elektropop és techno dal house zenével és elektro-indusztriális ütemekkel, továbbá a 90-es évekbeli power pop világához hasonlították. A szintetizátorokat a dal fókuszpontjaként használják. Az énekesnő Twitteren írt bejegyzése szerint a dal arról szól, hogy „hozd magaddal minden barátodat ma éjjel, mert egy csapat mindent jobban csinál.” A Heavy Metal Lover után az Electric Chapel következik, egy heavy metal-ihlette pop dal Europop elemekkel, melyet Madonna kiadványaihoz hasonlítottak. Gaga arról énekel benne, hogy mennyire fontos, hogy biztonságban érezzük magunkat ahhoz, hogy megtaláljuk a szerelmet. Az album tizenharmadik dala, a You and I egy rock and roll ballada country rock elemekkel. Közepes tempójú és közreműködött benne a Queen együttes gitárosa, Brian May. A dalban felhasználták a Queen 1977-es We Will Rock You című felvételének egy részletét. A dalt az énekesnő saját New York-i otthonában szerezte „a zongorán, amellyel felnőtt”, és azt mondta: „a legfontosabb emberről szól, akivel valaha találkoztam [...] és az összes barátomról, akik igazán nagyszerűek.”
A tizennegyedik, albumzáró dal a The Edge of Glory, melyet Gaga nagypapájának halála inspirált. Elmondása szerint „a Földön töltött utolsó pillanatodról szól, az igazság pillanatáról”. Egy gyorsabb tempójú dance-pop, elektronikus rock és szintipop dal, melyben Clarence Clemons szaxofonjátéka is hallható, ezáltal blues műfajhoz is hasonlították. Bónuszdalként szerepel az albumon a Black Jesus + Amen Fashion, amely a 80-as és 90-es évekbeli elektronikus és klub zenéből merít inspirációt. Gaga arról énekel, milyen újfajta gondolkodásmóddal találkozott 19 évesen, amikor elköltözött New York belvárosi részébe és felismerte, hogy „egy új szellemiség felvétele ugyanolyan egyszerű, mint egy új divatot követni.” A Fashion of His Love a második bónuszdal, egy 80-as évek által inspirált dance-pop dal, melyet a 2010-ben elhunyt közeli barátja, Alexander McQueen divattervező emlékére írt meg. Végezetül az album harmadik bónuszdala, a The Queen a bátorságról szól; a félelem leküzdéséről ahhoz, hogy nagyszerűek lehessünk.

## Kiadás és népszerűsítés
Gaga a 2010-es MTV Video Music Awards díjátadón jelentette be – azóta hírhedtté vált „húsruháját” viselve – a Bad Romance című számának videójával Az év videóklipje kategóriában elnyert díj átvétele alatt, hogy új albuma a Born This Way címet kapta. Korábban ugyanis ígéretet tett rajongóinak, hogy bejelenti a címet, ha megnyeri a díjat a gálán. Ezután elénekelt egy rövid részletet a címadó Born This Way-ből, melynek szövege így hangzik: „I'm beautiful in my way, 'cause God makes no mistakes; I'm on the right track, baby, I was born this way” („Gyönyörű vagyok ahogy vagyok, hisz Isten nem vét hibákat; a helyes utat járom, ilyennek születtem”). Karácsonyi ajándéknak szánva a rajongói felé, Gaga 2011. január 1-jén éjfélkor jelentette be az album és az első kislemez kiadási dátumát a Twitteren keresztül. A bejelentéshez egy fekete-fehér képet is csatolt, melyen deréktől lefele meztelen, csak egy kabátot visel, melynek hátán az album címe látható ékszerekkel díszítve.
2010 novemberében a The Monster Ball turné gdański állomásán Gaga bejelentette, hogy az albumnak akár húsz száma is lehet, hozzátéve, hogy az album produkciós munkái hamarosan lezárulnak. A Vogue-nak adott interjúban 2011 februárjában Gaga megerősítette, hogy összesen tizenhét szám lesz az albumon, amelyek közül tizennégy a standard kiadáson fog szerepelni. A további három dalt eleinte a Target exkluzív deluxe kiadásában tervezték kiadni, azonban Gaga később felmondta az együttműködést, miután a vállalat 150 ezer dollárt adományozott a nyíltan melegellenes Minnesota Forward konzervatív politikai csoportnak.

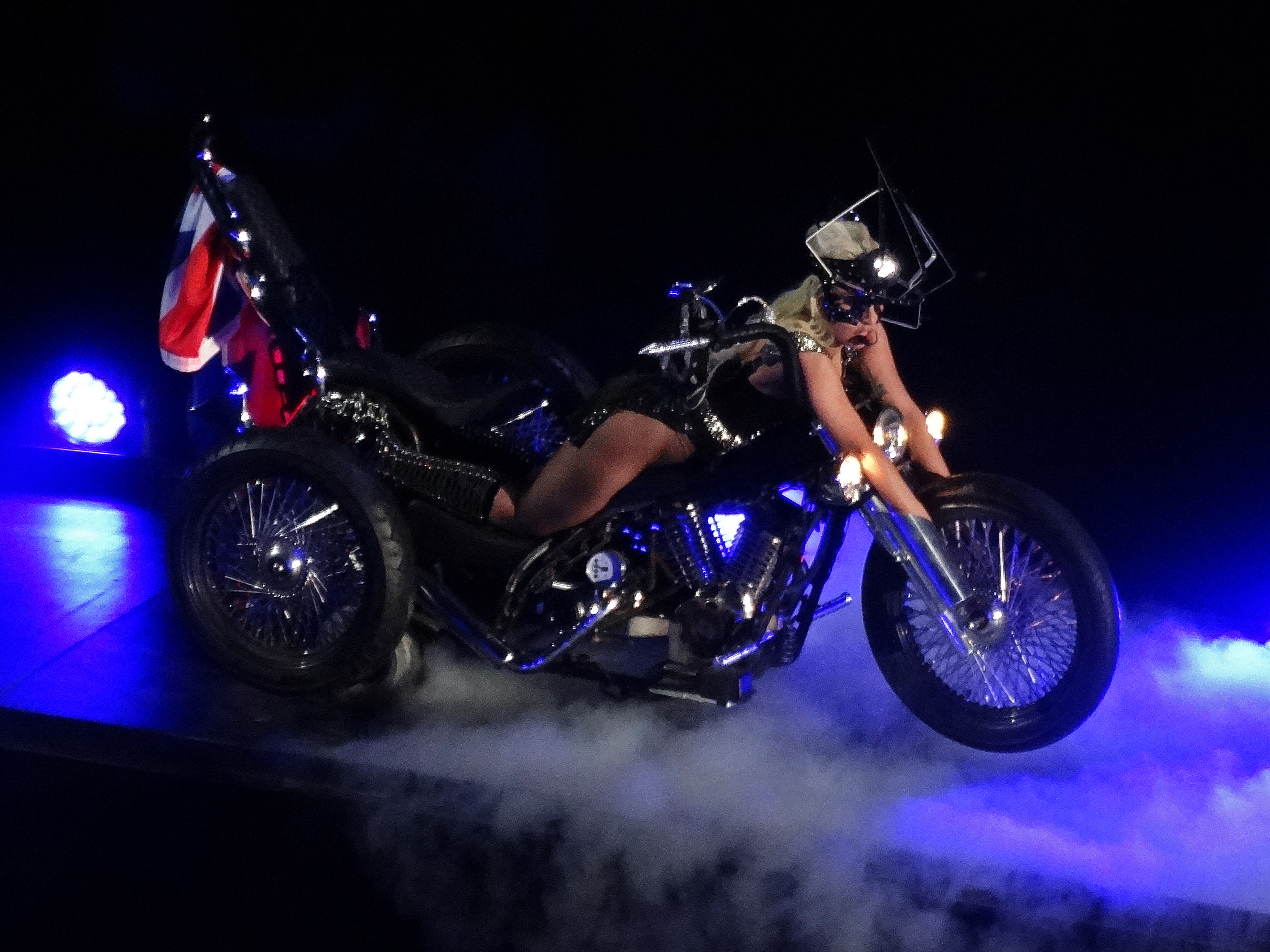
Gaga a Born This Way Ball koncertjei alatt az albumborítón látható pózt is újraalkotta

A Born This Way megjelenése előtt az album tartalma 2011. május 18-án felkerült az internetre. A szerzői jogi törvény megsértése miatt a legtöbb helyről eltávolították a kiszivárgott felvételeket. Az album hivatalosan 2011. május 23-án jelent meg világszerte két külön kiadásban. A Born This Way népszerűsítésének részeként több dalrészletet is bemutattak a megjelenés előtt. 2011 januárjában és márciusában Thierry Mugler divatbemutatóján elhangzottak a Scheiße és a Government Hooker remix változatai. Az album megjelenése előtti napokban több dal is elérhetővé vált a FarmVille-en keresztül, úgymint a Marry the Night, az Americano és az Electric Chapel.
Az énekesnő 2011. április 17-én, Twitter oldalán mutatta be az album standard változatának borítóját, amelyen „Gaga és egy motorkerékpár kentaur-szerű keveréke” látható. A csillogó motor elején helyezkedik el a szélfútta, hosszú hajú énekesnő feje, aki a kamerába vicsorog. Kezei a motorkerékpár első teleszkópjaiként funkcionálnak, a kerékpárkormány pedig vállaiból áll ki. A fekete-fehér – az énekesnő vörös rúzsát leszámítva – borítón Lady Gaga neve nem szerepel, csak az album címe került rá krómszínű betűkkel. A borító számos kritikustól és rajongótól is negatív visszajelzést kapott. Sean Michaels a The Guardiantől ezt írta róla: „…inkább néz ki egy ócska Photoshop-munkának, mint az év leginkább várt albumának. […] Eltűntek a futurisztikus napszemüvegek, az aszimmetrikus hajköltemények, és még Gaga nem rég szerzett varázsszarvai is; ehelyett egy mutáns motorkerékpárt kapunk Gaga fejjel és kezekkel, plusz egy vacak króm feliratot.” Lady Gaga hivatalos fórumából több idézetet is közölt, melyekben a rajongók fejezik ki nemtetszésüket. Andrew Martin, a Prefix Magazine írója úgy beszélt a borítóról, mint ami „a legutóbbi Terminátor film selejtje lehetne”. Az album speciális kiadásának borítója, amely egy közeli kép Lady Gaga arcáról az eredeti borítóról, 2011. április 17-én készült el, és az énekesnő még aznap megosztotta Twitteren. A borító bal felső sarkában fekete-fehéren szerepel az énekesnő neve és az album címe.

### Kislemezek

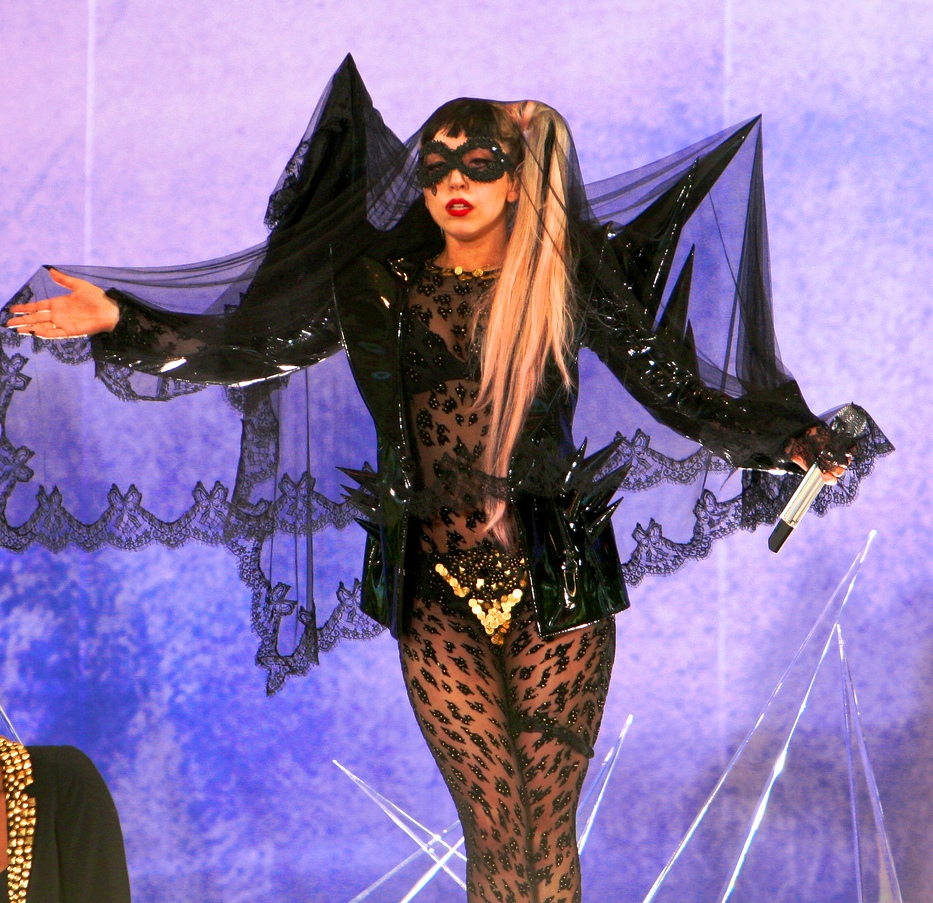
Lady Gaga The Edge of Glory című dala előadása közben a Good Morning America keretében adott koncertjén. Az eredetileg promóciós kislemeznek szánt dal a pozitív visszajelzések után az album harmadik kislemezévé vált.

Az album címadó dala, a Born This Way jelent meg első kislemezként 2011. február 11-én. A legtöbb kritikus pozitívan fogadta a számot, és egy igazi klubhimnuszként jellemezte, de többen hiányolták belőle az eredetiséget, és Madonna 1989-es Express Yourself című száma utánérzetének nevezték. Világszerte nagy kereskedelmi sikereket ért el. Az iTunes történetének leggyorsabban fogyó kislemeze lett, több mint egymillióan töltötték le a dalt mindössze öt nap alatt. Az Egyesült Államokban ez lett Gaga harmadik első helyezést elérő száma a Billboard Hot 100-as listán. Emellett a Born This Way az 1000. első helyezett szám a Hot 100 lista történetében, és a tizenkilencedik, amely azonnal az első helyen tudott nyitni. Ezen kívül első helyezést ért el többek között Ausztrália, Finnország, Hollandia, Írország, Kanada, Németország, Spanyolország, Svájc és Svédország kislemezlistáin is. A dalhoz készített, Nick Knight által rendezett videóklip 2011. február 28-án jelent meg. Az énekesnő szöveges bevezetőjével kezdődő videóban Lady Gaga egy előítéletmentes új emberi faj anyjaként jelenik meg, amellett, hogy a gonosz születése is végbemegy.
Az album második kislemeze a Judas című szám lett, amely 2011. április 15-én jelent meg. Számos kritikus hasonlította az énekesnő korábbi, Bad Romance című számához a kompozíció tekintetében, ugyanakkor pozitívan fogadták. A dal a negyedik helyen debütált a Hot Digital Songs listán 162 000 letöltéssel, míg a Billboard Hot 100-on a tizedik helyig emelkedett, valamint húsz másik országban is bekerült a Top 10-be, Dél-Koreában első helyezett lett.
Az album megjelenését két promóciós kislemez előzte meg: május 9-én a The Edge of Glory, illetve május 16-án a Hair. A The Edge of Glory sikert ért el kritikai és kereskedelmi szempontból egyaránt, így hivatalosan is az album harmadik kislemezévé vált 2011. május 11-én. Sok kritikus méltatta a dalt és az album egyik fénypontjának nevezték. Világszerte mintegy tizenkilenc országban bejutott a legjobb tíz közé, köztük az Egyesült Államokban is, ahol az énekesnő zsinórban tizedik Top 10-es dala lett. A Billboard Hot 100 listán a harmadik helyig jutott. Az album negyedik kislemeze a You and I lett, amely 2011. augusztus 23-án jelent meg. Gaga korábbi kislemezeihez hasonlóan a Yoü and I is bejutott a Billboard Hot 100 legnépszerűbb tíz dala közé, legmagasabb helyezése a hatodik hely volt. A dal Grammy-jelölést kapott A legjobb szóló popénekes teljesítmény kategóriában.
A Born This Way ötödik kislemeze a Marry the Night című dal lett. Kritikai fogadtatása szintén pozitív volt és egy erős dance-pop számnak tartották. Mintegy tizenöt ország slágerlistájára került fel, köztük az Egyesült Államokban is, ahol a 29. helyig jutott a Billboard Hot 100-on. A dalhoz készült tizennégy perces kisfilm kritikai sikert aratott és Gaga egyik „legnagyobb eposzának” nevezték meg. Az album végső változatáról lemaradt Stuck on Fuckin' You 2011 karácsonyán jelent meg a YouTube-on, majd vált elérhetővé a letöltésre is.
2022-ben a Bloody Mary című dal rendkívül felkapott lett és nagy sikerrel terjedt el az interneten, miután számos TikTok-videóban használták fel, melyeken Wednesday Addams táncát mutatták be a Netflix Wednesday című horrorvígjátékából. Ez a Spotify-on a lejátszások számának nagymértékű növekedését eredményezte. 2022. decemberében a Bloody Mary tizenegy évvel az album megjelenése után, kislemezként került a francia és olasz rádiókba. A Bloody Mary felgyorsított változata szerepel a Wednesday második évadának teaserében.

### Fellépések

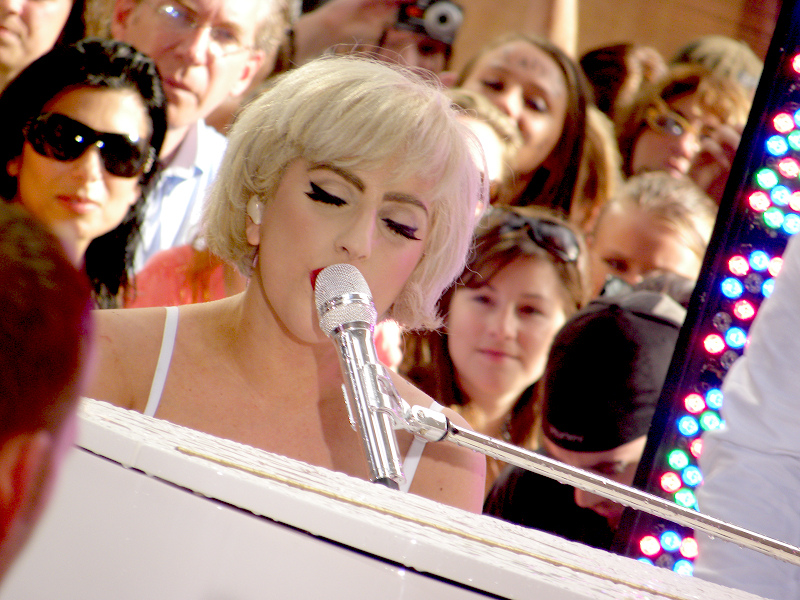
Lady Gaga a Yoü and I előadása közben az NBC Today című műsorában. Az énekesnő ezt a számot mutatta be legkorábban az albumról.

Az album népszerűsítése már jóval annak megjelenése előtt kezdetét vette az album egyik dalának, a You and I-nak számos alkalommal való előadásával. A dal premierje 2010. június 24-én, Elton John White Tie and Tiara Ball nevű rendezvényén volt, majd 2010. július 9-én a New York-i Rockefeller Centernél is előadta az énekesnő az amerikai NBC tévécsatorna Today című reggeli szórakoztató műsora keretében adott koncerten. 2010. június 28-ától felkerült Gaga The Monster Ball című turnéjának dallistájára. 2011-ben az album népszerűsítése céljából több promóciós turnéra is elindult, valamint számos fellépést adott Észak-Amerikában, Európában, Ázsiában és Ausztráliában is. A címadó Born This Way-t először az 53. Grammy-díjkiosztón adta elő, 2011. február 13-án, Los Angelesben. Gaga egy hatalmas tojásszerű tartályban érkezett a gálára, melyből az előadás elején, a színpadon mászott ki, ami újjászületését szimbolizálta. 2011. február 19-étől a Born This Way volt az énekesnő The Monster Ball turnéjának záró, ráadás száma. Előadása során hasonló ruhát viselt, mint korábban a Grammy-díjátadón. 2011. április 28-án adta elő először a Judas című kislemezét a The Ellen DeGeneres Show keretein belül. Május 6-án a The Oprah Winfrey Show-ban elénekelte a Born This Way-t és a You and I-t. 2011 májusában Mexikóban véget ért az énekesnő The Monster Ball turnéja, ahol zongorán előadta az Americano című dalt, illetve koncertjét a Judas-szal zárta.

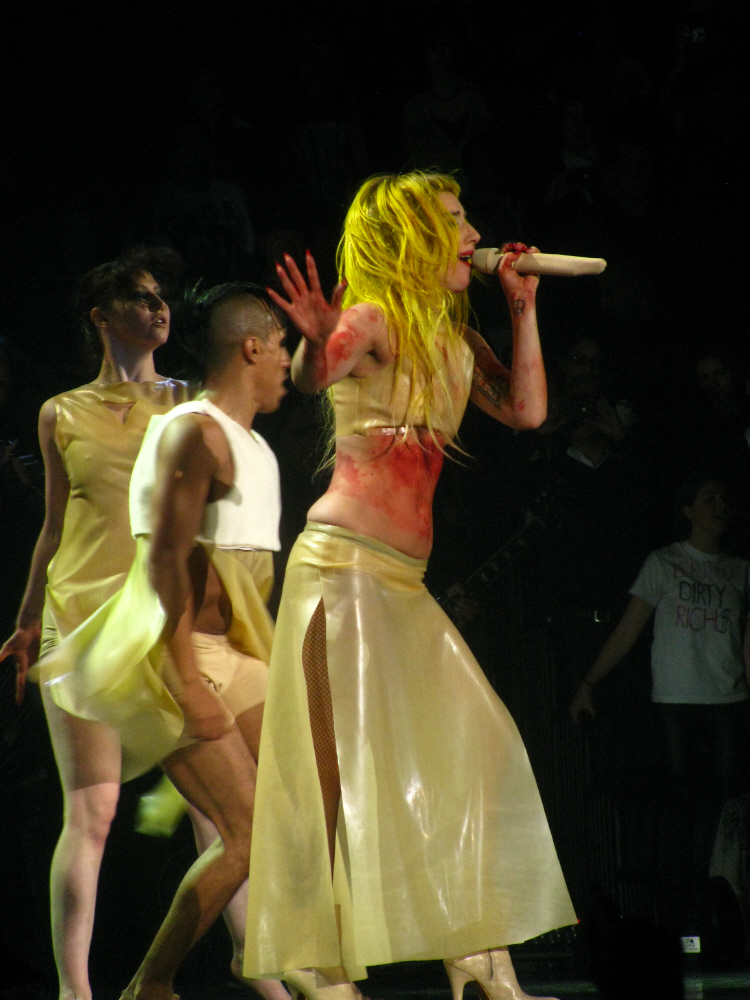
Gaga a címadó dal előadása közben a The Monster Ball turnén. Az album népszerűsítése az énekesnő világ körüli turnéjának 2011-es szakaszával kezdődött.

Világ körüli turnéját követően Gaga május 9-én fellépett a Robin Hood Gálán New Yorkban. Európában elénekelte a Judas-t a francia Le Grand Journal című műsorban (̠Május 12.), a Born This Way-t és a Judas-t a The Graham Norton Show-ban (Május 13.), valamint a Born This Way-t és a You and I-t a londoni  Annabel's klubban a Belvedere Vodka eseményén (Május 12.). Május 15-én a BBC Radio 1's Big Weekend fesztivál főfellépője volt, ahol először adta elő a The Edge of Glory-t. Miután visszatért az Egyesült Államokba, Gaga az album első három kislemezével fellépett a Saturday Night Live 36. évadjának záróepizódjában (Május 21.), valamint elénekelte a The Edge of Glory-t az American Idol tizedik évadjának fináléjában (Május 25.), ahol személyesen Clemons csatlakozott hozzá a színpadon. Május 27-én koncertet adott a New York-i Central Parkban a Good Morning America című műsor keretein belül, ahol elénekelte a Born This Way első három kislemezét, valamint ott adta elő először a Hairt. Júniusban Gaga visszarepült Európába és olyan műsorokban vagy eseményeken lépett fel, mint a Germany's Next Topmodel hatodik évadának fináléja, a brit Paul O'Grady Live vagy a EuroPride 2011 Rómában. Elutazott Franciaországba is ismét, ahol fellépett a Taratata, az  X Factor, és a Le Grand Journal műsorokban. Június 19-én Torontóban elénekelte a The Edge of Glory-t és a Born This Way-t a 2011-es MuchMusic Video Awards-on, illetve június 25-én fellépett a 2011-es MTV Video Music Aid Japan gálán. Japánban tovább népszerűsítette albumát: feltűnt a SMAP×SMAP és a Music Lovers műsorokban, majd továbbállva onnan koncerteket adott Taichungban (Július 3.), Szingapúrban (Július 7.), illetve a Sydney Town Hallban Ausztráliában (Július 13.). Július 11-én Sydney-ben fellépett az A Current Affair című műsorban.
Gaga visszatért az Egyesült Államokba és július 18-án fellépett a The Howard Stern Show-ban, melyet egy sor televíziós szereplés követett: július 27-én a So You Think You Can Dance, július 28-án a Jimmy Kimmel Live!, augusztus 1-jén pedig a The View. Augusztus 28-án fellépett a 2011-es MTV Video Music Awards gálán a You and I dalával, ahol a színpadon Brian May csatlakozott hozzá. Szeptember 24-én főfellépő volt az iHeartRadio Music Festival-on Las Vegasban, ahol több dalt is előadott a Born This Way-ről. Továbbá feltűnt még októberben a brit Friday Night with Jonathan Ross televíziós műsorban, valamint fellépett a Clinton Foundation koncerten a Hollywood Bowl-ban, illetve Indiában az F1 Rocks afterpartiján, ahol először énekelte el a Marry the Night-ot. Az album népszerűsítése tovább folytatódott az év végén is. Fellépett a 2011-es MTV Europe Music Awards gálán Belfastban, a brit The X Factorban, az Alan Carr: Chatty Man című műsorban, a Children in Need Rocks Manchester adománygyűjtő koncerten, valamint a 2012-es Grammy-jelöléseket ünneplő koncerten Los Angelesben. Az album dalait televíziós különkiadásokban is népszerűsítette: Az A Very Gaga Thanksgiving hálaadási különkiadás november 24-én került a tévéképernyőkre. December 3-án fellépett a KIIS-FM Jingle Ball koncerten a Los Angeles-i Nokia Theatre-ben, majd december 9-én a New York-i Madison Square Gardenben a Z100's Jingle Ball keretein belül. Ezután Gaga ismét visszatért a The Ellen DeGeneres Show-ba, valamint a japán Music Stationbe. 2011. december 31-én előadta a Born This Way-t, a Heavy Metal Lovert és a Marry The Night-ot Dick Clark's New Year's Rockin' Eve szilveszteri koncertjén a Times Square-en.

### Turné
Az énekesnő 2011 februárjában bejelentette, hogy az album népszerűsítésére újabb turnéra fog indulni. A turné a Born This Way Ball nevet kapta, mellyel az énekesnő 2012 áprilisa és 2013 februárja között járta a világ nagyvárosait. Az összesen 98 állomásos turné keretein belül Gaga először látogatott el és adott stadionkoncerteket többek között Argentínában, Brazíliában, Kolumbiában és Dél-Afrikában. Az énekesnő a turnét egy „elektro-metál pop-operának” hívta. A színpadkép egy középkori gótikus kastély mintájára készült kilátótornyokkal, részletes faragásokkal és egy nagy kifutóval, ahonnan kapcsolatba léphetett a közönséggel. A turné során az album összes dalát előadta.
A The Born This Way Ballt pozitívan fogadták a kritikusok, akik dicsérték a színpadképet, a ruhákat, Gaga vokális képességeit és a turné mondanivalóját. Kereskedelmileg szintén sikeresen teljesített a piacon, mintegy 183.9 millió dolláros bevételt termelt annak ellenére, hogy a turné utolsó állomásait eltörölték Gaga csípőműtéte miatt.

## A kritikusok értékelései
A legtöbb zenei kritikus pozitívan értékelte az albumot. Harmincnégy értékelést összesítve a Metacritic 100-ból 71 pontos értékelést adott a Born This Way-nek, ami javarészt pozitív fogadtatást takar. Dan Martin az NME-től 10-ből 8 pontra értékelte az Born This Way-t, amellyel sikerült kitolnia a határokat, és azt írta: „Gaga nem tudja visszafogni magát – ami egy átkozott jó dolog.” Sal Cinquemani a Slant Magazine-tól úgy vélte, hogy „ezen az albumon nincs semmi apróság, Gaga minden egyes számból kiénekli a sz*rt is.” A BBC Music egy „csodálatos lemezként” jellemezte az albumot, és méltatta az énekesnőt, amiért „tesz némi erőfeszítés és visszahozza a képzelőerőt a popzenébe.” A Rolling Stone írója, Rob Sheffield Gaga éneklését és zenei stílusát emelete ki leginkább, és ezt írta: „Egyetlen kényes pillanata sincs az albumnak, és a zene még a legőrültebb pillanataiban is tele van a figyelmet teljes mértékben ébren tartó érzelemgazdagsággal… minél szertelenebb Gaga, annál őszintébbnek hangzik.” Caryn Ganz a Spinben megjelent kritikájában úgy írt róla, hogy „a túlzás Gaga legkockázatosabb zenei vállalkozása, de egyben a legnagyobb fegyvere is, és a Born This Way könyörtelenül odaver a hallgatók örömközpontjára.” Adam Markovitz, az Entertainment Weekly munkatársa azt mondta, hogy az album „kifizetődő, de vadul egyenetlen”, bár „még mindig megmutatja [Gaga] tehetségének szélességét.” Annak ellenére, hogy az AllMusic szerkesztője, Stephen Thomas Erlewine kritizálta őt, amiért „hagyta, hogy dalszerzői képességei kissé háttérbe szoruljanak”, megdicsérte Gaga zeneszerzői „érzékét” és „kiemelkedő hozzáértését az alapok átadásában”.
Vegyes kritikájában Greg Kot a Chicago Tribune-tól úgy érezte, hogy az albumot elkapkodták, és úgy hangzott, mintha „egy nagy művész azért igyekezne, hogy mindig mindenkinek megfeleljen”. A Los Angeles Times így írt az albumról: „Úgy tűnik mindenkihez szól az albumával, leszámítva a művészi innováció rajongóit. Mondhatsz amit akarsz Lady Gagáról, de az árnyaltság nem tartozik az erősségei közé, ahogy a zenei merészség sem. Hiányzik a kifinomultság az üzenetéből, az öltözékeiből, de ami a legfontosabb, a művészi esztétikumából is… Ha Gaga csak annyi időt szánt volna a zenei határok, mint a társadalmi határok kitolására, a Born This Way sokkal sikeresebb lett volna.” Chris Richards a The Washington Posttól „unalmasnak” találta az albumot, és ezt írta: „Igen, a Born This Way egy sötét tónusú, összetett és meglepően agresszív hallgatnivaló… [de] a legrosszabb benne, hogy olyan, mintha egy '80-as évekbeli filmzenei album elhagyott számainak újrahevített változataiból állna.” A The Boston Globe „a pop zene idei évének leginkább leeresztett pillanatának” nevezte az albumot, mivel hiányzik belőle a számokat összetartó erő, és a dalszerzői munka „soványnak hat.”

## Kereskedelmi fogadtatás
A Born This Way az első helyen debütált az Egyesült Államok Billboard 200 albumlistáján 1 108 000 eladott példánnyal az első héten, ezzel a tizenhetedik album volt, amelyből egy hét alatt több mint egymillió példány fogyott. Gaga első ízben tudott az amerikai albumlista élére kerülni, és a legmagasabb első heti eladást produkálta 50 Cent 2005-ös The Massacre című nagylemeze óta, amelyből megjelenése hetén 1 114 000 példányt adtak el. Gaga Whitney Houstont (The Bodyguard Soundtrack, 1992), Britney Spearst (Oops!… I Did It Again, 2000), Norah Jonest (Feels like Home, 2004) és Taylor Swiftet (Speak Now, 2010) követően az ötödik női előadó, aki albumával egy hét alatt át tudta lépni az egymilliós eladási számot. A rendkívül magas eladási adatokban nagy szerepet játszhatott, hogy május 23-án és május 26-án az Amazonon 99 centért lehetett letölteni az albumot. Összesen 440 000 példányt értékesítettek az Amazonon keresztül, minden digitális eladást összeadva pedig 662 000-et, amely egy hét alatt minden idők legnagyobb digitális eladásának számít. A digitális letöltések a Born This Way első heti eladásainak 60%-át tették ki. A Billboard ezek után megváltoztatta slágerlista-szabályzatát és a megjelenést követő négy hétben csak azon albumeladásokat számítja be, melyeket legalább 3.49 dollárért értékesítettek. A Born This Way csak az első heti eladásaival az Egyesült Államok történelmének nyolcadik legnagyobb digitális eladást elérő albuma lett. Az album első helyezett lett a Dance/Elektronikus Albumokat rangsoroló listán letaszítva a The Fame című albumát a csúcsról. Megjelenését követő második hetén az albumból további 174 000 példány fogyott, ezzel megőrizte elsőségét a Billboard 200-on, habár az eladások rekordnak számító 84.27%-kal estek vissza. A digitális letöltések 94%-kal zuhantak vissza 38 000 eladásra. Harmadik hetén az album egy pozíciót rontva a második helyre csúszott vissza 100 000 eladott példánnyal. A Born This Way az év harmadik legkelendőbb albuma volt az Egyesült Államokban 2 101 000 eladott példánnyal. 2012 januárjáig minden idők ötödik legkelendőbb digitális albumának számított 877 000 letöltéssel. Az Amerikai Hanglemezgyártók Szövetsége (RIAA) négyszeres platina minősítéssel illette az albumot, ami 2019 márciusáig 2.43 millió példányban kelt el az Egyesült Államokban. Gaga 2017-es Super Bowl félidei fellépését követően a Born This Way a 25. helyen visszatért a Billboard 200 albumlistára és mintegy 17 000 albummal egyenértékű egységben kelt el azon a héten. 2021 szeptemberében az album különleges, tizedik évfordulós újrakiadásának CD- és kazettás kiadásának köszönhetően a lemez újra felkerült a Billboard 200 és a Top Album Sales listákra a 162., illetve a 10. helyen, és 5000 példányban kelt el – a Born This Way összes verzióját összevonták, és az összértékesítés szinte teljes részét a CD-eladások adták.

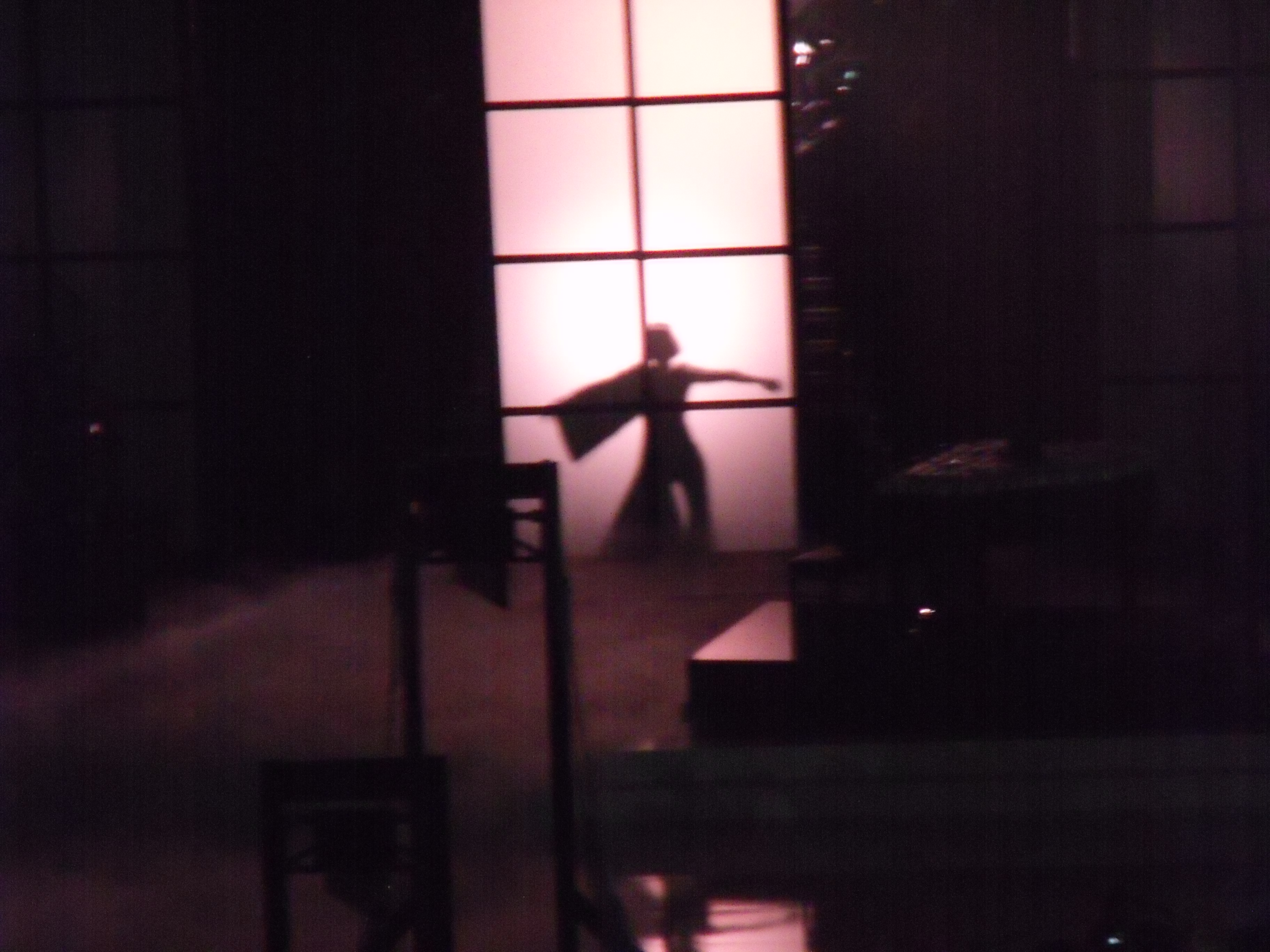
Lady Gaga egy üvegfal mögött állva, a Scheiße című dal egy részletével kezdte előadását a Németország következő topmodellje című műsorban.

Az album Ausztráliában a The Fame Monstert követően az énekesnő második első helyezést elért albumává vált. Megjelenését követően azonnal platinalemez minősítést ért el az Australian Recording Industry Association (ARIA) adatai alapján, azóta pedig a háromszoros platinát is megkapta a 210 000 példány kiszállítása után. A Born This Way első helyen tudott debütálni Új-Zéland albumlistáján, ahol a The Fame Monstert követően az énekesnő második első helyezett albuma lett, és első hetén platinalemez minősítést könyvelt el. Japánban is az első helyen nyitott a Born This Way az Oricon listáján, itt megjelenése hetén 184 000 darabot adtak el belőle. A Japán Hanglemezgyártók Szövetsége (RIAJ) háromszoros platina minősítéssel illette az albumot 750 000 példány kiszállítása után. Japánban a Born This Way 658 554 kópia értékesítésének köszönhetően az év negyedik legkelendőbb albuma volt.
Az Egyesült Királyságban szintén az első helyen tudott debütálni, itt 215 639 példány fogyott az első héten, amellyel a Born This Way a 2011-es év addigi legjobb első heti eladását produkálta az országban. Ezen a héten nagyobb eladást ért el, mintha a lista Top 10-es mezőnyében szereplő albumok eladásait összesítenék. Emellett a legjobb első heti eladásokat produkálta amerikai női előadótól Madonna Confessions on a Dance Floor című nagylemeze óta, amelyből 2005-ben 217 610 példányt értékesítettek. 2021 májusáig mintegy 1.05 millió példány fogyott az albumból az Egyesült Királyságban és háromszoros platina minősítést érdemelt ki a Brit Hanglemezgyártók Szövetségétől (BPI). Az album az első helyen debütált Írországban és Svédországban is, illetve a második helyen Finnországban, ahol a 2011-es év ötödik legkelendőbb albuma volt. Franciaországban szintén az első helyen nyitott az album és két hétig vezette a listát. 2023 júniusáig 237 000 példányban kelt el az országban és kétszeres platina minősítést kapott a Syndicat national de l'édition phonographique (SNEP) francia szervezettől.
Világszerte a Born This Way mintegy 8 millió példányban kelt el. Az International Federation of the Phonographic Industry (IFPI) nemzetközi szervezet adatai szerint a Born This Way a 2011-es év harmadik legkelendőbb albuma volt világszerte. 2021-ig bezárólag a Born This Way 5,8 milliárd globális streammel rendelkezik, 5,2 millió fizikai példányban kelt el, dalait pedig mintegy 31 millióan töltötték le.

## Elismerések
A Born This Way több zenei kritikus és kiadvány év végi listájára is felkerült. A Rolling Stone magazin „2011 50 legjobb albumát” rangsoroló listáján a hatodik helyen végzett azt írva, hogy „egyik korábbi Gaga-kiadvány sem készített fel minket ilyen jellegű extravaganciára.” A The Guardian listáján a 31. helyen szerepelt a 2011-es albumok között. A Slant Magazine „2011 25 legjobb albuma” közt említette a lemezt, méghozzá a harmadik helyen és „mesterműnek”, valamint „egy őszinte ódának nevezték a múlt és a jelen kívülállóinak.” Ezenkívül az MTV 2011 tizedik legjobb albumának minősítette és hozzátette, hogy ez „korunk első multinacionális, többnemű pop albuma.” Az About.com a Born This Way-t 2011 második legnépszerűbb poplemezeként tartotta számon mondván, hogy egy „pop mérföldkő” és egy „vad zenei hullámvasút”. A Spin szerint Gaga „úgy gondolja, hogy a popzene még mindig megmozgathatja a politikát, és lehet, hogy igaza van.” A magazin az év 29. legjobb albumának nevezte meg, míg a pop albumok között az első helyen végzett. A Digital Spy hasonló listáján az ötödik helyen szerepelt, míg a Daily Record a tizenhetedik helyre sorolta kijelentve, hogy Gaga „teljes körű európai underground electro disco lett.”
A kritikusi állásfoglalások mellett az album 2012-ben Grammy-jelölést kapott az 54. Grammy-gálán Az év albuma, A legjobb popalbum és A legjobb szóló popénekes teljesítmény kategóriában (a You and I című dalért). Ezzel Gaga a The Beatles óta az első előadóvá vált, aki zsinórban háromszor kapott jelölést Az év albuma kategóriában. Továbbá a Born This Way jelölést kapott a 2011-es American Music Awards gálán A kedvenc Pop/Rock album kategóriában, azonban a díjat Adele vehette át a 21 című albumával. A 38. People’s Choice Awardson megkapta A kedvenc albumnak járó elismerést. A 2012-es Japan Gold Disc Awards-on a Born This Way elnyerte Az év nyugati albuma, valamint A legjobb 3 nyugati album díjakat. 2012-ben a Rolling Stone minden idők tizenegyedik legjobb albumának nevezte meg női előadótól. Szintén a Rolling Stone később frissítette listáját és 2020-ban a 484. helyen Minden idők 500 legjobb albuma közt említette meg. Ez volt Gaga egyetlen szereplése a listán.

## Hatása
A Born This Way témái, úgymint az elfogadás, a szexuális orientáció, a nemi identitás és a feminizmus a megjelenést követő évtizedben gyakran vita tárgyát képezték. Nicole Froio a Harper’s Bazaartól kijelentette, hogy „a Born This Way kiadása a queer zene és előadás új korszakát jelentette.” Szerinte az album „egy poplemez, de ugyanakkor egy önfelfedező élmény is egyben.” Kitért az album zenei sokoldalúságára —pop, opera, heavy metal, diszkó, house, és rock and roll— Gaga mindezt vonzóvá tette a queer közönség számára, majd hozzátette, hogy ez a fajta popzene a másság bizonyos aspektusainak művészi kifejezése, amely azt mondja: „Túlléphetjük ezeket a határokat, melyekről azt tanították, hogy helytállóak.” James Rettig a Stereogumtól azt írta, Gaga arra vágyott, hogy öröksége az elfogadásról szóljon, kifejezetten az LMBTQ közösség felé, az albumot pedig „sokak számára egy reménysugárnak” nevezte. A Billboardnak adott interjújában Gaga így nyilatkozott: „Szeretném megírni az "ez az aki rohadtul én vagyok" himnuszomat, de nem akarom, hogy költői varázslatokban és metaforákban legyen elrejtve” a dalszöveget illetően. „Azt akarom, hogy ez egy támadás legyen, egy csapás a probléma felé, mert szerintem, főleg a mai zenében, minden néha elmosódik, és az üzenet elrejtődik a lírai játékban.” Spencer Kornhaber az Atlantic cikkírója egyetértett Gaga állításával és azzal érvelt, hogy „a queerség minden eddiginél jobban láthatóvá vált.” Barack Obama amerikai elnök első hivatali éveit a „közvetlen politikai elkötelezettség megújult időszakaként” jellemezte, miközben a Born This Way megjelenését összekapcsolta az MTV Video Music Awards 2011-ben létrehozott új, A legjobb üzenettel rendelkező videó díjával, aminek a Born This Way volt az első győztese.
Christopher Rosa a Glamourtól összehasonlította a címadó dalt olyan meleghimnuszokkal, mint a Beautiful (Christina Aguilera) vagy a Firework (Katy Perry), és elmondta, hogy ezen dalok „nem voltak lírailag túl kifejezőek”, és bárki kapcsolatba hozható velük szexuális irányultságtól vagy nemi identitástól függetlenül, ellentétben a Born This Way-jel, ami „egy kifejezetten LMBTQ-embereknek szóló dal [...], amely abban az időszakban jött, amikor a meleg tinédzserek öngyilkosságáról folytatott viták minden idők legmagasabb szintjét érték el.” Matt Russoniello a Celebuzztól Gagát a „2000-es évek végének legnagyobbjaként” jelölte meg, és a Born This Way-t „az utóbbi idők talán egyetlen nagyobb poplemezének nevezte, amely [...] kifejezetten az önfelfedezésről és az elfogadásról szól.” Audrey Songvilay a The Glitter and Gold ausztrál kiadványtól elmondta, hogy Gaga „a pszichológiai átalakulás útját példázza”, dicsérve a Born This Way-t a „merészségéért, őszinteségéért és azért, hogy ilyen nyíltan beleáll a politikába egy olyan időben, amikor még kockázatos volt ezt megtenni.” A Stereogum méltatta Gagát, amiért „talán az utolsó nagy popsztár, aki elérhetetlennek, de végtelenül érdekesnek éreztette magát,” hozzátéve, hogy „dacosan furcsa volt, és egy nagyon szükséges adag irrealitást adott bele a popzenébe.” A Dazed cikkírója, Jake Hall a Born This Way-t „félreértett remekműnek” nevezte, és olyan dalok szövegét dicsérte, mint a Heavy Metal Lover, a Hair és a Scheiße. Marni Zipper az Audacy-tól kijelentette, hogy a Born This Way „kulturális, zenei és divatikonként erősítette meg az énekesnő státuszát”, valamint hozzátette, hogy az album promóciós kampánya, nevezetesen a Judas videóklipje „miként hatott a többi popsztár divat használatára a zenei korszakok megjelenítésekor.” A Born This Way-t az elektronikus dance zene mainstreambe történő beemeléséről is megjegyezték, miközben egyidejűleg a rock 'n' roll stílusáért is méltatták, mint az elmúlt idők egyik legjobb pop felvétele.
2021 májusában West Hollywood városa május 23-át Born This Way Nappá nyilvánította az album kulturális hatásának elismeréseként. Az album címéről és Daniel Quasar melegzászlójának újratervezett változatáról készült egy utcafestés a Robertson Boulevardon. Lindsey P. Horvath polgármester elmondta, hogy Gaga „zenéjével és aktivizmusával kulturális ikonná vált generációnk számára” és köszönetet mondott neki azért is, hogy „arra bátorított minket, hogy szeressük magunkat és büszkék legyünk.” Gaga saját kollekciójában egy Born This Way-pólót viselve vett részt az ünnepségen, ahol köszönetet mondott az LMBT közösségnek azért, hogy mindig számíthatott rájuk. „Ezt tisztelem és megígérem, hogy mindig itt leszek ezen a napon, hogy veletek ünnepeljek” – mondta Gaga. 2021 szeptemberében egy marketingkampány során a Spotify kilenc autópályát szponzorált az Egyesült Államokban, és ikonikus dalokról nevezte el őket óriásplakátokkal, amelyek között szerepelt a Highway Unicorn (Road To Love) New Yorkban. 2022. december 13-án, miután Joe Biden, az Egyesült Államok elnöke a Fehér Házban aláírta a „Respect for Marriage Act” („Tisztelet a házasságnak”) nevet viselő törvényt az azonos neműek házasságának törvényessé tételéről, lejátszották a Born This Way-t.

## Valláskritika

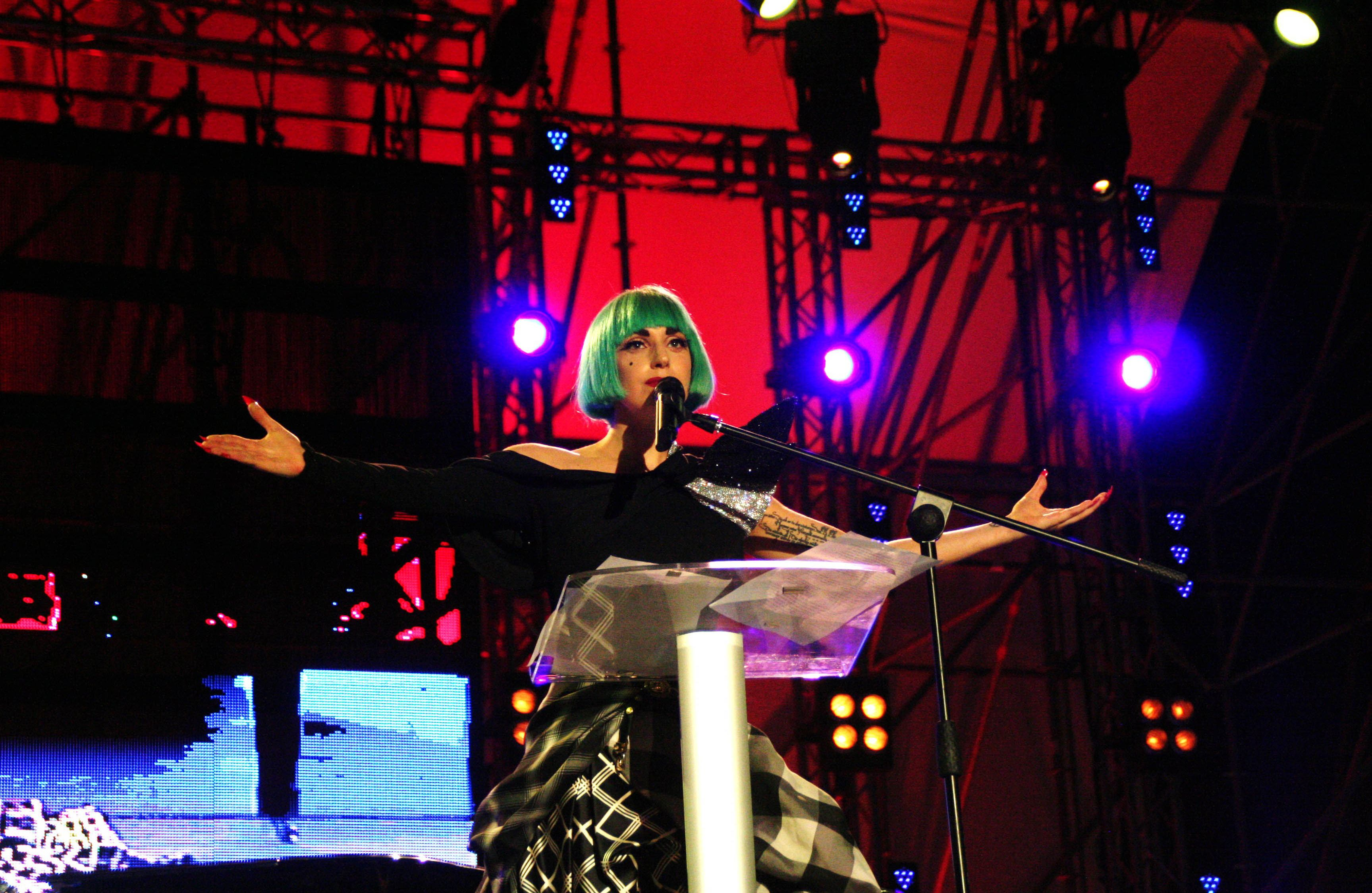
Gaga a 2011-es Europride-on Rómában. A Born This Way albummal Gaga a szabadság és az elfogadás fontosságára hívja fel a figyelmet. Az énekesnőt emiatt több keleti országban is hevesen bírálták vallási okok miatt.

Számos csoport elítélte az albumot a kereszténység több vallási ikonjának beépítése és a szexualitással kapcsolatos álláspontja miatt. Libanonban a Born This Way-t ideiglenesen betiltotta az állami vezetőség és rossz ízlésűnek és a kereszténységet kigúnyolónak nevezte meg. Abdo Abu Kassm, a libanoni Katolikus Információs Központ igazgatója hevesen kritizálta az album témáit kijelentve, hogy „ha megbántanak minket, elutasítjuk az albumot.” Majd hozzátette: „Nem fogadjuk el, hogy bárki sértegesse Szűz Máriát, Jézust vagy a kereszténységet [...]. hívjanak minket hagyománykövetőnek, régimódinak, vagy aminek csak akarnak. Nem fogadjuk el.” A tilalom június 9-ig tartott.
A Judas videoklipjét William Anthony Donohue, a Katolikus Liga elnöke bírálta, különösen azért, mert Gaga Mária Magdolnát jelenítette meg. A HollywoodLife.com-mal való interjújában Donohue elégedetlenségének adott hangot, amiért Gaga Júdásra és Mária Magdalénára összpontosít és „egyre lényegtelenebbnek” nevezte őt az „igazi tehetséggel” rendelkező emberekhez képest, valamint azért is támadta az énekesnőt, mert látszólag szándékosan mutatta be a dalt és a videóklipet a Nagyhéthez és Húsvéthoz közel. Röviddel a megjelenése után a Judas-t betiltották Libanonban. Malajziában, ahol a homoszexualitást bűncselekménynek tekintik, a kormány kritizálta az albumot a szexualitással és feminizmussal kapcsolatos álláspontja miatt. Röviddel a címadó Born This Way dal megjelenése után, az ország rádióállomásai a malajziai kormány parancsára kivágtak több dalszöveg részletet is. Az Universiti Malaysia Sabah intézményének egyik vezetője, Rosnah Ismail elítélte a dalt és azt mondta: „Az iszlám ezt tiltja. Az ország törvényeit be kell tartanunk.”
2012 nyarán Gaga útjának indította Born This Way Ball turnéját. Indonézia fővárosban, Jakartában azonban vallási csoportok heves tüntetéseket szerveztek az énekesnő ellen, így végül a június 3-ára meghirdetett koncertet a több mint 50 ezer eladott jegy ellenére törölték a szervezők „biztonsági aggályokra” hivatkozva.

## Az albumon szereplő dalok listája
| Born This Way – Standard kiadás | Born This Way – Standard kiadás | Born This Way – Standard kiadás                                         | Born This Way – Standard kiadás                     | Born This Way – Standard kiadás | Born This Way – Standard kiadás | Born This Way – Standard kiadás | Born This Way – Standard kiadás | Born This Way – Standard kiadás | Born This Way – Standard kiadás |
|                                 | Cím                             | Szerző(k)                                                               | Producer(ek)                                        | Hossz                           |                                 |                                 |                                 |                                 |                                 |
| ------------------------------- | ------------------------------- | ----------------------------------------------------------------------- | --------------------------------------------------- | ------------------------------- | ------------------------------- | ------------------------------- | ------------------------------- | ------------------------------- | ------------------------------- |
| 1.                              | Marry the Night                 | Lady Gaga, Fernando Garibay                                             | Lady Gaga, Garibay                                  | 4:24                            |                                 |                                 |                                 |                                 |                                 |
| 2.                              | Born This Way                   | Lady Gaga, Jeppe Laursen, Garibay, DJ White Shadow                      | Lady Gaga, Laursen, Garibay, DJ White Shadow        | 4:20                            |                                 |                                 |                                 |                                 |                                 |
| 3.                              | Government Hooker               | Lady Gaga, Garibay, DJ White Shadow, William Grigahcine, Clinton Sparks | Lady Gaga, DJ White Shadow, Garibay, DJ Snake       | 4:14                            |                                 |                                 |                                 |                                 |                                 |
| 4.                              | Judas                           | Lady Gaga, RedOne                                                       | Lady Gaga, RedOne                                   | 4:09                            |                                 |                                 |                                 |                                 |                                 |
| 5.                              | Americano                       | Lady Gaga, Garibay, DJ White Shadow, Brian Lee                          | Lady Gaga, Garibay, DJ White Shadow                 | 4:06                            |                                 |                                 |                                 |                                 |                                 |
| 6.                              | Hair                            | Lady Gaga, RedOne                                                       | Lady Gaga, RedOne                                   | 5:08                            |                                 |                                 |                                 |                                 |                                 |
| 7.                              | Scheiße                         | Lady Gaga, RedOne                                                       | Lady Gaga, RedOne                                   | 3:45                            |                                 |                                 |                                 |                                 |                                 |
| 8.                              | Bloody Mary                     | Lady Gaga, Garibay, DJ White Shadow, Grigahcine, Sparks                 | Lady Gaga, DJ White Shadow, Garibay, Clinton Sparks | 4:05                            |                                 |                                 |                                 |                                 |                                 |
| 9.                              | Bad Kids                        | Lady Gaga, Laursen, Garibay, DJ White Shadow                            | Lady Gaga, Laursen, Garibay, DJ White Shadow        | 3:51                            |                                 |                                 |                                 |                                 |                                 |
| 10.                             | Highway Unicorn (Road to Love)  | Lady Gaga, Garibay, DJ White Shadow, Lee                                | Lady Gaga, Garibay, DJ White Shadow                 | 4:16                            |                                 |                                 |                                 |                                 |                                 |
| 11.                             | Heavy Metal Lover               | Lady Gaga, Garibay                                                      | Lady Gaga, Garibay                                  | 4:13                            |                                 |                                 |                                 |                                 |                                 |
| 12.                             | Electric Chapel                 | Lady Gaga, DJ White Shadow                                              | Lady Gaga, DJ White Shadow                          | 4:12                            |                                 |                                 |                                 |                                 |                                 |
| 13.                             | Yoü and I                       | Lady Gaga                                                               | Lady Gaga, Robert John "Mutt" Lange                 | 5:07                            |                                 |                                 |                                 |                                 |                                 |
| 14.                             | The Edge of Glory               | Lady Gaga, Garibay, DJ White Shadow                                     | Lady Gaga, Garibay                                  | 5:21                            |                                 |                                 |                                 |                                 |                                 |
| 61:07                           |                                 |                                                                         |                                                     |                                 |                                 |                                 |                                 |                                 |                                 |

| Born This Way – Nemzetközi standard kiadás bónuszdal | Born This Way – Nemzetközi standard kiadás bónuszdal | Born This Way – Nemzetközi standard kiadás bónuszdal | Born This Way – Nemzetközi standard kiadás bónuszdal | Born This Way – Nemzetközi standard kiadás bónuszdal | Born This Way – Nemzetközi standard kiadás bónuszdal | Born This Way – Nemzetközi standard kiadás bónuszdal | Born This Way – Nemzetközi standard kiadás bónuszdal | Born This Way – Nemzetközi standard kiadás bónuszdal | Born This Way – Nemzetközi standard kiadás bónuszdal |
|                                                      | Cím                                                  | Szerző(k)                                            | Producer(ek)                                         | Hossz                                                |                                                      |                                                      |                                                      |                                                      |                                                      |
| ---------------------------------------------------- | ---------------------------------------------------- | ---------------------------------------------------- | ---------------------------------------------------- | ---------------------------------------------------- | ---------------------------------------------------- | ---------------------------------------------------- | ---------------------------------------------------- | ---------------------------------------------------- | ---------------------------------------------------- |
| 15.                                                  | Born This Way (Jost & Naaf Remix)                    | Lady Gaga, Laursen                                   | Gaga, Garibay, Jost & Naaf                           | 5:58                                                 |                                                      |                                                      |                                                      |                                                      |                                                      |
| 67:05                                                |                                                      |                                                      |                                                      |                                                      |                                                      |                                                      |                                                      |                                                      |                                                      |

| Born This Way – Japán kiadás bónuszdal | Born This Way – Japán kiadás bónuszdal | Born This Way – Japán kiadás bónuszdal | Born This Way – Japán kiadás bónuszdal | Born This Way – Japán kiadás bónuszdal | Born This Way – Japán kiadás bónuszdal | Born This Way – Japán kiadás bónuszdal | Born This Way – Japán kiadás bónuszdal | Born This Way – Japán kiadás bónuszdal | Born This Way – Japán kiadás bónuszdal |
|                                        | Cím                                    | Szerző(k)                              | Producer(ek)                           | Hossz                                  |                                        |                                        |                                        |                                        |                                        |
| -------------------------------------- | -------------------------------------- | -------------------------------------- | -------------------------------------- | -------------------------------------- | -------------------------------------- | -------------------------------------- | -------------------------------------- | -------------------------------------- | -------------------------------------- |
| 16.                                    | Born This Way (LLG vs. GLG Radio Mix)  | Lady Gaga, Laursen                     | Gaga, Garibay                          | 3:50                                   |                                        |                                        |                                        |                                        |                                        |
| 70:55                                  |                                        |                                        |                                        |                                        |                                        |                                        |                                        |                                        |                                        |

| 15. | Born This Way (Bollywood Remix) | Lady Gaga, Laursen | Gaga, Garibay, Salim Merchant, Sulaiman Merchant | 4:18 |
| 16. | Born This Way (UK Desi Remix)   | Lady Gaga, Laursen | Gaga, Garibay                                    | 4:07 |

| Born This Way – Speciális kiadás | Born This Way – Speciális kiadás | Born This Way – Speciális kiadás             | Born This Way – Speciális kiadás             | Born This Way – Speciális kiadás | Born This Way – Speciális kiadás | Born This Way – Speciális kiadás | Born This Way – Speciális kiadás | Born This Way – Speciális kiadás | Born This Way – Speciális kiadás |
|                                  | Cím                              | Szerző(k)                                    | Producer(ek)                                 | Hossz                            |                                  |                                  |                                  |                                  |                                  |
| -------------------------------- | -------------------------------- | -------------------------------------------- | -------------------------------------------- | -------------------------------- | -------------------------------- | -------------------------------- | -------------------------------- | -------------------------------- | -------------------------------- |
| 9.                               | Black Jesus † Amen Fashion       | Lady Gaga, DJ White Shadow                   | Lady Gaga, DJ White Shadow                   | 3:36                             |                                  |                                  |                                  |                                  |                                  |
| 10.                              | Bad Kids                         | Lady Gaga, Laursen, Garibay, DJ White Shadow | Lady Gaga, Laursen, Garibay, DJ White Shadow | 3:51                             |                                  |                                  |                                  |                                  |                                  |
| 11.                              | Fashion of His Love              | Lady Gaga, Garibay                           | Lady Gaga, Garibay                           | 3:39                             |                                  |                                  |                                  |                                  |                                  |
| 12.                              | Highway Unicorn (Road to Love)   | Lady Gaga, Garibay, DJ White Shadow          | Lady Gaga, Garibay, DJ White Shadow          | 4:16                             |                                  |                                  |                                  |                                  |                                  |
| 13.                              | Heavy Metal Lover                | Lady Gaga, Garibay                           | Lady Gaga, Garibay                           | 4:13                             |                                  |                                  |                                  |                                  |                                  |
| 14.                              | Electric Chapel                  | Lady Gaga, DJ White Shadow                   | Lady Gaga, DJ White Shadow                   | 4:12                             |                                  |                                  |                                  |                                  |                                  |
| 15.                              | The Queen                        | Lady Gaga, Garibay                           | Lady Gaga, Garibay                           | 5:17                             |                                  |                                  |                                  |                                  |                                  |
| 16.                              | Yoü and I                        | Lady Gaga                                    | Lady Gaga, Lange                             | 5:07                             |                                  |                                  |                                  |                                  |                                  |
| 17.                              | The Edge of Glory                | Lady Gaga, Garibay, DJ White Shadow          | Lady Gaga, Garibay                           | 5:21                             |                                  |                                  |                                  |                                  |                                  |
| 73:38                            |                                  |                                              |                                              |                                  |                                  |                                  |                                  |                                  |                                  |

| 18. | Born This Way (UK Desi Remix)                    | Lady Gaga, Laursen                  | Lady Gaga, Garibay                                          | 4:07 |
| 19. | Judas (Desi Hits! Bollywood Remix)               | Lady Gaga, RedOne                   | Lady Gaga, RedOne, Salim Merchant, Sulaiman Merchant        | 4:19 |
| 20. | Judas (Thomas Gold Remix)                        | Lady Gaga, RedOne                   | Lady Gaga, RedOne, Frank Knebel                             | 5:32 |
| 21. | The Edge of Glory (Electrolightz Remix)          | Lady Gaga, Garibay, DJ White Shadow | Lady Gaga, Garibay                                          | 5:41 |
| 22. | The Edge of Glory (Cahill Major Radio Mix)       | Lady Gaga, Garibay, DJ White Shadow | Lady Gaga, Garibay, Anton Powers, Tim Condran, Scott Rosser | 3:26 |
| 23. | Government Hooker (DJ White Shadow Mugler Remix) | Lady Gaga, Garibay, DJ White Shadow | Lady Gaga, DJ White Shadow, Garibay, DJ Snake               | 3:35 |
| 24. | Born This Way (Videóklip)                        |                                     |                                                             | 7:20 |
| 25. | Judas (Videóklip)                                |                                     |                                                             | 5:35 |
| 26. | The Edge of Glory (Videóklip)                    |                                     |                                                             | 5:28 |
| 27. | Gagavision (Websorozat, 41. epizód)              |                                     |                                                             | 5:15 |
| 28. | Gagavision (Websorozat, 42. epizód)              |                                     |                                                             | 5:18 |
| 29. | Gagavision (Websorozat, 43. epizód)              |                                     |                                                             | 4:11 |
| 30. | Gagavision (Websorozat, 44. epizód)              |                                     |                                                             | 3:24 |

| Born This Way – Speciális kiadás (2. lemez) | Born This Way – Speciális kiadás (2. lemez)  | Born This Way – Speciális kiadás (2. lemez) | Born This Way – Speciális kiadás (2. lemez) | Born This Way – Speciális kiadás (2. lemez) | Born This Way – Speciális kiadás (2. lemez) | Born This Way – Speciális kiadás (2. lemez) | Born This Way – Speciális kiadás (2. lemez) | Born This Way – Speciális kiadás (2. lemez) | Born This Way – Speciális kiadás (2. lemez) |
|                                             | Cím                                          | Szerző(k)                                   | Producer(ek)                                | Hossz                                       |                                             |                                             |                                             |                                             |                                             |
| ------------------------------------------- | -------------------------------------------- | ------------------------------------------- | ------------------------------------------- | ------------------------------------------- | ------------------------------------------- | ------------------------------------------- | ------------------------------------------- | ------------------------------------------- | ------------------------------------------- |
| 1.                                          | Born This Way (The Country Road Version)     | Lady Gaga, Laursen                          | Gaga, Garibay                               | 4:22                                        |                                             |                                             |                                             |                                             |                                             |
| 2.                                          | Judas (DJ White Shadow Remix)                | Lady Gaga, RedOne                           | Gaga, RedOne                                | 4:08                                        |                                             |                                             |                                             |                                             |                                             |
| 3.                                          | Marry the Night (Zedd Remix)                 | Lady Gaga, Garibay                          | Gaga, Garibay, Zedd                         | 4:21                                        |                                             |                                             |                                             |                                             |                                             |
| 4.                                          | Scheiße (DJ White Shadow Mugler)             | Lady Gaga, RedOne                           | Gaga, RedOne                                | 9:35                                        |                                             |                                             |                                             |                                             |                                             |
| 5.                                          | Fashion of His Love (Fernando Garibay Remix) | Lady Gaga, Garibay                          | Gaga, Garibay                               | 3:45                                        |                                             |                                             |                                             |                                             |                                             |
| 26:07                                       |                                              |                                             |                                             |                                             |                                             |                                             |                                             |                                             |                                             |

| 6. | Born This Way (Jost & Naaf Remix) | Lady Gaga, Laursen | Gaga, Garibay, Jost & Naaf | 5:58 |

| 7. | Born This Way (LLG vs. GLG Radio Mix) | Lady Gaga, Laursen | Gaga, Garibay | 3:50 |

## Közreműködők
A Born This Way közreműködőinek listája az AllMusic-ról:
| - Andy Abad – requinto - Christina Abaroa – másoló, könyvtáros, zenei előkészítés - Al Carlson – assisztens - Cheche Alara – rendező, dalszerző, hangszerelés - Jorge Alavrez – vokálok (háttér) - Stephanie Amaro – gitár - Gretchen Anderson – producer - Paul Blair – gitár - Bobby Campbell – marketing - Troy Carter – menedzsment - Clarence Clemons – szaxofon - Kareem Devlin – gitár - DJ Snake – basszusgitár, dobok, billentyűsök, producer - DJ White Shadow – dalszerző, dob programozás, billentyűsök, producer, programozás - Lisa Einhorn-Gilder – produkciós koordinátor - Nicola Formichetti – kreatív tervezés - Fernando Garibay – rendező, hattérvokálok, dalszerző, mérnök, gitár, hangszerelés, billentyűsök, zenei vezető, producer, programozás - Val Garland – smink - Brian Gaynor – basszusgitár, billentyűsök - Kamau Georges – programozás | - Laurieann Gibson – kreatív tervezés - David Gomez – vokálok (háttér) - Suemy Gonzalez – hegedű - Gene Grimaldi – maszterelés - Vincent Herbert – A&R, executive producer - Julio Hernandez – hegedű - Mario Hernandez – guitarron, vihuela - Peter Hutchings – asszisztens - Dyana Kass – marketing - Harry Kim – trombita - Ken Knapstad – asszisztens - Nick Knight – kreatív tervezés, fényképész - Phillip Knight – asszisztens - Lady Gaga – rendező, dalszerző, hangszerelés, billentyűsök, zenei vezető, producer, vokálok - Robert John "Mutt" Lange – hattérvokálok, producer - Jeppe Laursen – dalszerző, producer - Brian Lee – hattérvokálok - Bill Malina – mérnök - Brandon Maxwell – stylist - Brian May – gitár - Sam McKnight – fodrász - Eric Morris – asszisztens | - Wendi Morris – menedzsment - Carlos Murguía – hattérvokálok - Trevor Muzzy – mérnök, gitár, hangkeverés, hangszerkesztés - Jennifer Paola – A&R - Paul Pavao – asszisztens - Kevin Porter – asszisztens - Jordan Power – asszisztens - RedOne – hattérvokálok, dalszerző, mérnök, hangszerelés, producer, programozás, hangszerkesztés - Olle Romo – mérnök, programozás - Dave Russell – mérnök, hangkeverés - Rafa Sardina – mérnök, hangkeverés - Justin Shirley-Smith – gitár mérnök - Amanda Silverman – reklám - Clinton Sparks – billentyűsök, producer - George Tandero – asszisztens - Todd Tourso – kreatív tervezés - Anna Trevelyan – stylist - Peter Van Der Veen – hattérvokálok - Horace Ward – mérnök - Tom Ware – mérnök - Kenta Yonesaka – asszisztens |

## Helyezések
| Lista (2011)                                  | Legjobb helyezés |
| --------------------------------------------- | ---------------- |
| Argentína (CAPIF)                             | 1                |
| Ausztrália (ARIA Top 50 Albums)               | 1                |
| Ausztria (Ö3 Austria Top 40)                  | 1                |
| Belgium (Ultratop Flandria)                   | 1                |
| Belgium (Ultratop Vallónia)                   | 1                |
| Brazília (ABPD)                               | 2                |
| Csehország (ČNS IFPI Albums Top 100)          | 1                |
| Dánia (Hitlisten Album Top 40)                | 1                |
| Dél-afrikai Köztársaság (RiSA)                | 4                |
| Dél-Korea (Gaon)                              | 35               |
| Egyesült Királyság (Scottish Albums)          | 1                |
| Egyesült Királyság (UK Albums Chart)          | 1                |
| Észtország (Eesti Ekspress)                   | 2                |
| Finnország (Musiikkituottajat Albumit Top 50) | 2                |
| Franciaország (SNEP Album Top 100)            | 1                |
| Görögország (IFPI)                            | 1                |
| Hollandia (Dutch Charts Album Top 100)        | 5                |
| Horvátország (HDU Toplista)                   | 1                |
| Írország (IRMA)                               | 1                |
| Japán (Oricon)                                | 1                |
| Kanada (Billboard Canadian Albums Chart)      | 1                |
| Lengyelország (ZPAV Album Top 50)             | 3                |
| Litvánia (AGATA)                              | 29               |
| Magyarország (MAHASZ Top 40 albumlista)       | 1                |
| Mexikó (Top 100 México)                       | 1                |
| Németország (Media Control Top 100 Album)     | 1                |
| Norvégia (VG-lista Album Top 40)              | 1                |
| Olaszország (FIMI Album Top 20)               | 1                |
| Oroszország (Russian Music Charts)            | 1                |
| Portugália (AFP Top 30 Albums)                | 1                |
| Spanyolország (PROMUSICAE Top 100 Álbumes)    | 2                |
| Svájc (Schweizer Hitparade Top 100 Albums)    | 1                |
| Svédország (Sverigetopplistan Top 60 Albums)  | 1                |
| Szlovénia (IFPI)                              | 1                |
| USA Billboard 200                             | 1                |
| USA Top Dance/Electronic Albums (Billboard)   | 1                |
| Új-Zéland (Recorded Music NZ Top 40 Albums)   | 1                |

| Lista (2011)                                            | Helyezés |
| ------------------------------------------------------- | -------- |
| Ausztrália (ARIA)                                       | 6        |
| Ausztrália Dance albumok (ARIA)                         | 2        |
| Ausztria (Ö3 Austria)                                   | 15       |
| Belgium (Ultratop 50 Flanders)                          | 23       |
| Belgium (Ultratop 50 Wallonia)                          | 13       |
| Brazília (ABPD)                                         | 13       |
| Dánia (Hitlisten)                                       | 38       |
| Egyesült Államok Billboard 200                          | 3        |
| Egyesült Államok Dance/Elektronikus Albumok (Billboard) | 1        |
| Egyesült Királyság (OCC)                                | 7        |
| Finnország (Suomen virallinen lista)                    | 23       |
| Franciaország (SNEP)                                    | 18       |
| Hollandia (MegaCharts)                                  | 40       |
| Írország (IRMA)                                         | 17       |
| Japán (Oricon)                                          | 4        |
| Kanada (Billboard)                                      | 3        |
| Lengyelország (ZPAV)                                    | 33       |
| Magyarország (MAHASZ)                                   | 30       |
| Mexikó (Top 100 Mexico)                                 | 13       |
| Németország (Offizielle Top 100)                        | 17       |
| Olaszország (FIMI)                                      | 21       |
| Oroszország (Russian Music Charts)                      | 5        |
| Spanyolország (PROMUSICAE)                              | 23       |
| Svájc (Schweizer Hitparade)                             | 10       |
| Svédország (Sverigetopplistan)                          | 14       |
| Új-Zéland (Recorded Music NZ)                           | 3        |
| Világszerte                                             | 3        |

| Lista (2012)                                            | Helyezés |
| ------------------------------------------------------- | -------- |
| Ausztrália Dance Albumok (ARIA)                         | 16       |
| Egyesült Államok Billboard 200                          | 85       |
| Egyesült Államok Dance/Elektronikus Albumok (Billboard) | 4        |
| Egyesült Királyság (OCC)                                | 90       |
| Franciaország (SNEP)                                    | 173      |

| Lista (2017)                                            | Helyezés |
| ------------------------------------------------------- | -------- |
| Egyesült Államok Dance/Elektronikus Albumok (Billboard) | 12       |

| Lista (2020)                                            | Helyezés |
| ------------------------------------------------------- | -------- |
| Egyesült Államok Dance/Elektronikus Albumok (Billboard) | 21       |

| Lista (2021)                                            | Helyezés |
| ------------------------------------------------------- | -------- |
| Egyesült Államok Dance/Elektronikus Albumok (Billboard) | 12       |

| Lista (2022)                                            | Helyezés |
| ------------------------------------------------------- | -------- |
| Egyesült Államok Dance/Elektronikus Albumok (Billboard) | 9        |

| Lista (2023)                                            | Helyezés |
| ------------------------------------------------------- | -------- |
| Egyesült Államok Dance/Elektronikus Albumok (Billboard) | 4        |

| Lista (2024)                                            | Helyezés |
| ------------------------------------------------------- | -------- |
| Ausztrália Dance Albumok (ARIA)                         | 10       |
| Egyesült Államok Dance/Elektronikus Albumok (Billboard) | 8        |

| Lista (2010–2019)                                       | Helyezés |
| ------------------------------------------------------- | -------- |
| Ausztrália (ARIA)                                       | 59       |
| Egyesült Államok Billboard 200                          | 138      |
| Egyesült Államok Dance/Elektronikus Albumok (Billboard) | 9        |
| Egyesült Királyság (OCC)                                | 45       |

### Helyezések az amerikaiBillboard200listán
| Hét | Időszak                                     | Helyezés (változás) |  | Hét | Időszak                                 | Helyezés (változás) |  | Hét | Időszak                                     | Helyezés (változás) |
| --- | ------------------------------------------- | ------------------- |  | --- | --------------------------------------- | ------------------- |  | --- | ------------------------------------------- | ------------------- |
| 1. | 2011. június 5. – 2011. június 11.          | 1. ()               |  | 26. | 2011. november 27. – 2011. december 3.  | 72. ( 2)            |  | 46. | 2012. április 15. – 2012. április 21.       | 161. ( 31)          |
| 2. | 2011. június 12. – 2011. június 18.         | 1. ()               |  | 27. | 2011. december 4. – 2011. december 10.  | 21. ( 51)           |  | 47. | 2012. április 22. – 2012. április 28.       | 166. ( 5)           |
| 3. | 2011. június 19. – 2011. június 25.         | 2. ( 1)             |  | 28. | 2011. december 11. – 2011. december 17. | 32. ( 11)           |  | 48. | 2012. április 29. – 2012. május 5.          | 155. ( 11)          |
| 4. | 2011. június 26. – 2011. július 2.          | 4. ( 2)             |  | 29. | 2011. december 18. – 2011. december 24. | 44. ( 12)           |  | 49. | 2012. május 6. – 2012. május 12.            | 145. ( 10)          |
| 5. | 2011. július 3. – 2011. július 9.           | 8. ( 4)             |  | 30. | 2011. december 25. – 2011. december 31. | 35. ( 9)            |  | 50. | 2012. május 13. – 2012. május 19.           | 162. ( 17)          |
| 6. | 2011. július 10. – 2011. július 16.         | 12. ( 4)            |  | 31. | 2012. január 1. – 2012. január 7.       | 29. ( 6)            |  | 51. | 2012. május 20. – 2012. május 26.           | 148. ( 14)          |
| 7. | 2011. július 17. – 2011. július 23.         | 8. ( 4)             |  | 32. | 2012. január 8. – 2012. január 14.      | 25. ( 4)            |  | 52. | 2012. május 27. – 2012. június 2.           | 174. ( 26)          |
| 8. | 2011. július 24. – 2011. július 30.         | 13. ( 5)            |  | 33. | 2012. január 15. – 2012. január 21.     | 28. ( 3)            |  | 53. | 2012. június 3. – 2012. június 9.           | 118. ( 56)          |
| 9. | 2011. július 31. – 2011. augusztus 6.       | 12. ( 1)            |  | 34. | 2012. január 22. – 2012. január 28.     | 35. ( 7)            |  | 54. | 2017. február 19. – 2017. február 25.       | 25. (RE)            |
| 10. | 2011. augusztus 7. – 2011. augusztus 13.    | 11. ( 1)            |  | 35. | 2012. január 29. – 2012. február 4.     | 50. ( 15)           |  | 55. | 2017. február 26. – 2017. március 4.        | 112. ( 87)          |
| 11. | 2011. augusztus 14. – 2011. augusztus 20.   | 11. ()              |  | 36. | 2012. február 5. – 2012. február 11.    | 58. ( 8)            |  | 56. | 2021. szeptember 12. – 2021. szeptember 18. | 162. (RE)           |
| 12. | 2011. augusztus 21. – 2011. augusztus 27.   | 18. ( 7)            |  | 37. | 2012. február 12. – 2012. február 18.   | 65. ( 7)            |  | 57. | 2022. december 18. – 2022. december 24.     | 199. (RE)           |
| 13. | 2011. augusztus 28. – 2011. szeptember 3.   | 12. ( 6)            |  | 38. | 2012. február 19. – 2012. február 25.   | 64. ( 1)            |  | 58. | 2023. január 8. – 2023. január 14.          | 161. (RE)           |
| 14. | 2011. szeptember 4. – 2011. szeptember 10.  | 13. ( 1)            |  | 39. | 2012. február 26. – 2012. március 3.    | 59. ( 5)            |  | 59. | 2023. január 15. – 2023. január 21.         | 168. ( 7)           |
| 15. | 2011. szeptember 11. – 2011. szeptember 17. | 14. ( 1)            |  | 40. | 2012. március 4. – 2012. március 10.    | 91. ( 32)           |  | 60. | 2023. január 22. – 2023. január 28.         | 160. ( 8)           |
| 16. | 2011. szeptember 18. – 2011. szeptember 24. | 17. ( 3)            |  | 36. | 2012. február 5. – 2012. február 11.    | 58. ( 8)            |  | 61. | 2023. január 29. – 2023. február 4.         | 180. ( 20)          |
| 17. | 2011. szeptember 25. – 2011. október 1.     | 23. ( 6)            |  | 37. | 2012. február 12. – 2012. február 18.   | 65. ( 7)            |  |     |                                             |                     |
| 18. | 2011. október 2. – 2011. október 8.         | 21. ( 2)            |  | 38. | 2012. február 19. – 2012. február 25.   | 64. ( 1)            |  |     |                                             |                     |
| 19. | 2011. október 9. – 2011. október 15.        | 24. ( 3)            |  | 39. | 2012. február 26. – 2012. március 3.    | 59. ( 5)            |  |     |                                             |                     |
| 20. | 2011. október 16. – 2011. október 22.       | 25. ( 1)            |  | 40. | 2012. március 4. – 2012. március 10.    | 91. ( 32)           |  |     |                                             |                     |
| 21. | 2011. október 23. – 2011. október 29.       | 33. ( 8)            |  | 41. | 2012. március 11. – 2012. március 17.   | 79. ( 12)           |  |     |                                             |                     |
| 22. | 2011. október 30. – 2011. november 5.       | 26. ( 7)            |  | 42. | 2012. március 18. – 2012. március 24.   | 97. ( 18)           |  |     |                                             |                     |
| 23. | 2011. november 6. – 2011. november 12.      | 36. ( 10)           |  | 43. | 2012. március 25. – 2012. március 31.   | 131. ( 34)          |  |     |                                             |                     |
| 24. | 2011. november 13. – 2011. november 19.     | 41. ( 5)            |  | 44. | 2012. április 1. – 2012. április 7.     | 87. ( 44)           |  |     |                                             |                     |
| 25. | 2011. november 20. – 2011. november 26.     | 70. ( 29)           |  | 45. | 2012. április 8. – 2012. április 14.    | 130. ( 43)          |  |     |                                             |                     |
| : Legjobb helyezés, : Az előző héthez képest javított pozícióján, : Az előző héthez képest rontott pozícióján, : Az előző héthez képest nem változott, RE: Az előző héten nem szerepelt a listán |                                             |                     |  |     |                                         |                     |  |     |                                             |                     |
| Forrás: |                                             |                     |  |     |                                         |                     |  |     |                                             |                     |

## Minősítések és eladási adatok
| Régió | Minősítés  | Eladott példányszám |
| --- | ---------- | ------------------- |
| Ausztrália (ARIA) | 3× platina | 210 000‡            |
| Ausztria (IFPI Austria) | platina    | 20 000*             |
| Belgium (BEA) | platina    | 30 000*             |
| Brazília (Pro-Música Brasil) | 2× platina | 80 000*             |
| Kanada (Music Canada) | 6× platina | 480 000‡            |
| Chile (IFPI Chile) | 2× platina |                     |
| Colombia |            | 15 000              |
| Dánia (IFPI Denmark) | platina    | 20 000‡             |
| Finnország (Musiikkituottajat) | arany      | 19 338              |
| Franciaország (SNEP) | 2× platina | 237 000             |
| GCC (IFPI Közel-Kelet) | platina    | 6 000*              |
| Németország (BVMI) | 3× arany   | 300 000‡            |
| Magyarország (MAHASZ) | arany      | 3 000^              |
| India | arany      |                     |
| Írország (IRMA) | 2× platina | 30 000^             |
| Olaszország (FIMI) | 2× platina | 100 000‡            |
| Japán (RIAJ) | 3× platina | 750 000             |
| Mexikó (AMPROFON) | platina    | 60 000^             |
| Új-Zéland (RMNZ) | 2× platina | 30 000‡             |
| Norvégia (IFPI Norway) | platina    | 20 000*             |
| Fülöp-szigetek (PARI) | arany      | 11 000              |
| Lengyelország (ZPAV) | platina    | 20 000*             |
| Portugália (AFP) | arany      | 10 000^             |
| Oroszország (NFPF) | 4× platina | 40 000*             |
| Szingapúr (RIAS) | arany      | 5 000*              |
| Spanyolország (PROMUSICAE) | arany      | 30 000^             |
| Svédország (GLF) | platina    | 40 000‡             |
| Svájc(IFPI Switzerland) | platina    | 30 000^             |
| Tajvan (RIT) |            | 100 000             |
| Egyesült Királyság (BPI) | 3× platina | 1 050 000           |
| Egyesült Államok (RIAA) | 4× platina | 4 000 000‡          |
| Összesítés |            |                     |
| Ázsia |            | 1 300 000           |
| Európa (IFPI) | platina    | 1 000 000*          |
| Világszerte |            | 8 000 000           |
| * Eladási példányszámok kizárólag a minősítés alapján. ^ Kiszállítási példányszámok kizárólag a minősítés alapján. ‡ Eladási+streaming példányszámok kizárólag a minősítés alapján. |            |                     |

## Born This Way The Tenth Anniversary
A Born This Way The Tenth Anniversary, vagy más néven Born This Way Reimagined Lady Gaga amerikai énekesnő Born This Way (2011) című második stúdióalbumának újrakiadása. Az album 2021. június 25-én jelent meg az Interscope Records gondozásában és az album eredeti dalai mellett egy második lemezen hat feldolgozást tartalmaz, melyeket olyan előadók adnak elő, akik az LMBT közösség tagjai vagy azt támogatják.

### Háttér és kiadás
2021. május 28-án, öt nappal az album tizedik évfordulója után Gaga bejelentette a Born This Way The Tenth Anniversary-t, melyet június 25-én jelentetett meg a kiadó, eltérve az eredeti tervektől, melyek szerint június 18-án vált volna elérhetővé. A kiadás tartalmazza az album eredeti tizennégy dalát, valamint egy második CD-n hat feldolgozás kapott helyet, melyeket LMBT-jogokat képviselő előadók vettek fel. Big Freedia amerikai rapper Judas feldolgozása az első kislemezként jelent meg 2021. május 28-án. Az album tizedik évfordulója alkalmából exkluzív Born This Way-ihlette árucikkeket is piacra dobtak. Három további kislemez jelent meg a kiadást megelőzően: a Born This Way (The Country Road Version) Orville Peck előadásában június 4-én, június 11-én Kylie Minogue változata a Marry The Night-ból, illetve június 22-én a The Edge of Glory a Years & Years együttestől. 2021. június 8-án Gaga kozmetikai márkája, a Haus Laboratories megjelentette a Bad Kid Vault korlátozott kiadású sminkdoboz készletet, amely 16 terméket tartalmaz.

### A kritikusok értékelései
A Pitchforknak írva Owen Myers a 10-ből 7,9-es értékeléssel dicsérte az albumot. Az „elektronikus pop hatalmas, bravúros bemutatásának” nevezte, miközben kijelentette, hogy „legjobb albumán Gaga minden egyes zúzós fülbemászó dallamot minden mellkasi rostjával övez, a személyes fájdalmat plakátszerű kiáltványokká változtatva. Úgy énekel, mintha vérszerződést kötne.” Mike Wass a Variety-től úgy vélte, hogy a The Tenth Anniversary bónuszlemeze „egy kicsit szétszórtan hangzik”, és úgy vélte, hogy elszalasztott lehetőség volt, hogy a Bad Kids és Government Hooker című dalokból nem vettek fel új változatot. Hozzátette, hogy „amiben az újrakiadás igazán sikeres, az az, hogy emlékeztet minket arra, hogy a nagyszerű popzene megkérdőjelezi a status quót, és rávilágít a tágabb értelemben vett problémákra”.

### Az albumon szereplő dalok listája
A CD és a digitális változatok az album 14 dalos verzióját, míg az LP kiadás a 17 dalos verzióját tartalmazza a fenti dallista szerint.
| Born This Way The Tenth Anniversary – 2. lemez | Born This Way The Tenth Anniversary – 2. lemez                                                    | Born This Way The Tenth Anniversary – 2. lemez | Born This Way The Tenth Anniversary – 2. lemez | Born This Way The Tenth Anniversary – 2. lemez | Born This Way The Tenth Anniversary – 2. lemez | Born This Way The Tenth Anniversary – 2. lemez | Born This Way The Tenth Anniversary – 2. lemez | Born This Way The Tenth Anniversary – 2. lemez | Born This Way The Tenth Anniversary – 2. lemez |
|                                                | Cím                                                                                               | Szerző(k)                                      | Producer(ek)                                   | Hossz                                          |                                                |                                                |                                                |                                                |                                                |
| ---------------------------------------------- | ------------------------------------------------------------------------------------------------- | ---------------------------------------------- | ---------------------------------------------- | ---------------------------------------------- | ---------------------------------------------- | ---------------------------------------------- | ---------------------------------------------- | ---------------------------------------------- | ---------------------------------------------- |
| 15.                                            | Marry the Night (by Kylie Minogue)                                                                | Gaga, Garibay                                  | Biff Stannard, Duck Blackwell                  | 4:39                                           |                                                |                                                |                                                |                                                |                                                |
| 16.                                            | Judas (by Big Freedia)                                                                            | Gaga, RedOne                                   | Gold Glove, Boyfriend                          | 4:07                                           |                                                |                                                |                                                |                                                |                                                |
| 17.                                            | Highway Unicorn (Road to Love) (by The Highwomen featuring Brittney Spencer and Madeline Edwards) | Gaga, Garibay, Blair, Lee                      | Lawrence Rothman                               | 3:35                                           |                                                |                                                |                                                |                                                |                                                |
| 18.                                            | You and I (by Ben Platt)                                                                          | Gaga                                           | Michael Pollack, Gian Stone                    | 4:42                                           |                                                |                                                |                                                |                                                |                                                |
| 19.                                            | The Edge of Glory (by Years & Years)                                                              | Gaga, Garibay, Blair                           | Mark Ralph                                     | 3:59                                           |                                                |                                                |                                                |                                                |                                                |
| 20.                                            | Born This Way (The Country Road Version) (by Orville Peck)                                        | Gaga, Laursen, Garibay, Blair                  | Orville Peck, Christopher Stracey              | 4:18                                           |                                                |                                                |                                                |                                                |                                                |
| 1:26:27                                        |                                                                                                   |                                                |                                                |                                                |                                                |                                                |                                                |                                                |                                                |

### Minősítések
| Régió                                                            | Minősítés | Eladott példányszám |
| ---------------------------------------------------------------- | --------- | ------------------- |
| Brazília (Pro-Música Brasil)                                     | gyémánt   | 160 000‡            |
| ‡ Eladási+streaming példányszámok kizárólag a minősítés alapján. |           |                     |

## Megjelenések
| Ország             | Dátum                | Formátum(ok)               | Kiadó                                            | Kiadás              |
| ------------------ | -------------------- | -------------------------- | ------------------------------------------------ | ------------------- |
| Világszerte        | 2011. május 23.      | CD, digitális letöltés     | Streamline Records, Interscope Records, Kon Live | Standard, deluxe    |
| India              | 2011. május 23.      | CD, digitális letöltés     | Streamline Records, Interscope Records, Kon Live | Standard (Digipak)  |
| Kolumbia           | 2011. május 30.      | CD                         | Universal Music, Interscope                      | Box set (Standard)  |
| Egyesült Államok   | 2011. június 7.      | CD, LP, digitális letöltés | Streamline Records, Interscope Records, Kon Live | Fan Package         |
| Kína               | 2011. augusztus 11.  | CD                         | Universal Music, STARSING CULTURE                | Standard            |
| Németország        | 2011. szeptember 27. | USB drive                  | Interscope                                       | Standard            |
| Egyesült Államok   | 2011. október 3.     | USB drive                  | Interscope                                       | Deluxe              |
| Egyesült Államok   | 2011. október 26.    | LP, digitális letöltés     | Interscope                                       | Limited Collector's |
| Németország        | 2011. november 18.   | CD+DVD                     | Interscope                                       | Box set (Deluxe)    |
| Egyesült Királyság | 2011. november 21.   | CD+DVD                     | Polydor UK                                       | Box set (Deluxe)    |
| Egyesült Államok   | 2011. november 21.   | CD+DVD                     | Interscope                                       | Box set (Standard)  |
| Japán              | 2011. november 21.   | CD+DVD                     | Universal Music Japan                            | Box set (Standard)  |
| Egyesült Államok   | 2011. december 27.   | CD+DVD                     | Interscope                                       | Box set (Deluxe)    |
| Japán              | 2011. december 29.   | CD+DVD                     | Universal Music Japan                            | Box set (Deluxe)    |
| Világszerte        | 2021. június 25.     | CD, digitális letöltés     | Interscope                                       | 10th Anniversary    |
| Világszerte        | 2021. szeptember 3.  | Kazetta                    | Interscope                                       | 10th Anniversary    |
| Világszerte        | 2021. december 10.   | LP                         | Interscope                                       | 10th Anniversary    |